# 星界シリーズの登場人物
星界シリーズの登場人物（せいかいシリーズのとうじょうじんぶつ）では、森岡浩之によるSF小説（スペースオペラ）である「星界シリーズ」、およびそれを原作としたアニメ作品、漫画作品、ラジオドラマ、ゲームに登場する人物について説明する。

## 主人公
リン・スューヌ＝ロク・ハイド伯爵（ドリュー・ハイダル）・ジント
声 - 今井由香
本シリーズの主人公。第2代ハイド伯爵。兵籍番号21-17-839951。
人類社会から孤立していたハイド星系惑星マーティンで生まれる。父はハイド星系政府主席ロック・リン、母は鉱山技師だが生まれてまもなく母を事故で亡くし、多忙な父に代わって秘書のティル・コリント、リナ・コリント夫妻に育てられる。
10歳頃、ハイド星系のアーヴによる人類帝国編入に伴い父が叙爵されたため、ジント・リンからリン・スューヌ＝ロク・ハイド伯爵公子（ヤルルーク・ドリュール・ハイダル）・ジントとなる。同年のうちにアーヴ語の習得のため、ヴォーラーシュ伯国の惑星デルクトゥーに留学し、アーヴ言語文化学院に入学する。
17歳頃、アーヴ言語文化学院卒業。主計修技館入学のため、帝都ラクファカールに行くために巡察艦ゴースロスに便乗する。このとき迎えに来たラフィールと運命的な出会いを果たす。ゴースロスの敵艦隊遭遇を受け、ラフィールと共に連絡艇で脱出。フェブダーシュ男爵領、スファグノーフ侯国惑星クラスビュールを経て帝都に辿り着く。
20歳頃、主計列翼翔士に叙任。同じ頃、父ロックの死を受け、クリューヴ王ドゥビュースを後見人としてハイド伯爵位を継承。突撃艦バースロイル書記に着任。アプティック門防衛戦の後アプティック伯国領主副代行を務める。主計後衛翔士に昇進後、ロブナス伯国領主副代行を務める。ロブナスIIの移民計画に反対する領民の反乱に巻き込まれ行方不明となり生存が絶望視されたが奇跡的に生還する。その後星界軍に休暇願いを出しハイド伯国へ向かう。マルティーニュ領民政府と条約締結後、星界軍に復帰。主計前衛翔士に昇進し、フリーコヴ書記に着任。
ケマル星系での戦闘後、召還を受けて帝宮に赴く。不死鳥作戦の際に主計十翔長に緊急昇進し、ガフトノーシュ・ドゥラド書記に着任。帝国宝物・英雄芳名碑を臨時帝都に届ける任務の実務を取り仕切った。
『星界の戦旗VI』の時点で、主計千翔長（シュワス・サゾイル）。ラフィールの副官（ルーキア）。
栗色の髪と瞳で、どことなく頼りなさそうな印象を受ける。素直で穏和だが、やや積極性に欠ける性格。語学の才能に長け、母語であるマーティン語、アーヴ貴族・軍士としてのアーヴ語を始め、デルクトゥー語、クラスビュール語、リクパル（人類統合体の共通語）を話す。代々の長老派基督協会の信徒だがあまり敬虔ではない。地上世界出身者らしくアーヴの薄い味付けが苦手。珈琲（スルグー）をよく飲んでいる。
初等学校にあがるまではコリント夫妻の実の子供だと信じていて、ロックよりもティルやリナにより強い愛情を抱いていた。だが実の両親への愛情がないわけではなく、父親が2人いることを誇りに思い、母が鉱山技師だったことを知ってからは鉱山技師になりたいと思っていた。
デルクトゥーでは身分を隠し西ブーキク・ミンチウ団に所属し、クー・ドゥリンを始めとする団員たちと交遊していた。デルクトゥーを離れる3日前に身分を明かしたが、見送りに来たのはドゥリンだけだった。この件は後にデルクトゥーを再訪した際に数人から謝罪を受けている。
ラフィールに対する第一印象は「黙っていても偉そう、しゃべったらもっと偉そう」だった。フェブダーシュ男爵領やクラスビュールではお互いに助け合い距離を縮めていった。特にクラスビュールからの脱出時は、本来1人用棺桶である葬儀用水素（核融合でなく化学反応）ロケットで共に打ち上げられた。
バースロイル着任時にラフィールとお互いに希望を出したため、同じ艦に配属された。以降常に同じ艦に配属されている。そのためバースロイルは2つの貴族城館を持つ船として星界軍では有名だった。アプティック防衛戦でバースロイルが致命的な被弾をした際に逃げ遅れ、爆発寸前に助けに来たラフィールとともに救命ポッドで脱出した。この際、救出されるまでの時間が原作とアニメ版で大幅に異なっている（原作は12分、アニメ版は12時間）。
ロブナスIIにおける反乱の際、ぎりぎりまで地表に留まろうとした。責任感からのものであろうが、メイディーンは英雄願望と評した。
自分が地上人なのかアーヴなのか長い間葛藤していたが、数々の経験を経てアーヴ貴族として生きること・ラフィールに人生を捧げることを決心した。そのためデルクトゥーでドゥリンと再会した際に、彼のアーヴに対する疑念を聞かされた時は強く憤っていた。
軍休暇中にハイド伯国を訪れコリント夫妻と再会するがそれが最後の帰郷であり、父母同然の関係であったコリント夫妻との今生の別れとなった（領民政府との条約のためハイド伯爵家の人間はマルティーニュ中心部から1光秒以内に立ち入れない）。また、長らく翔士個室以外の軌道城館を持っていなかったため、元巡察艦ボークビルシュをハイド伯爵城館として設置した。但し、マルティーニュから0.8光秒にあるため彼が住むことは無い。
バースロイル時代の同僚とはその後も縁が深い。サムソンとパーヴェリュアはハイド伯爵家の家宰であり、エクリュアとソバーシュは上官である。
フェブダーシュ男爵家とも縁が深く、クロワールからは監禁されたが、スルーフとは年の離れた友人であり、ロイは軍歴のほとんどにおいて良き上司であり、おおむね良好な関係を築いている。
アブリアル・ネイ＝ドゥブレスク・パリューニュ子爵（ベール・パリュン）・ラフィール
声 - 川澄綾子
本シリーズのヒロイン。クリューヴ王家第1王女。第27代皇帝ラマージュの孫でもある。兵籍番号01-00-0937684。
クリューヴ王宮で生まれる。親はクリューヴ王ドゥビュース、遺伝子提供者はレクシュ・ウェフ＝ローベル・プラキア。王宮で生誕の儀が行われパリューニュ子爵号を授与される。
13歳頃、翔士修技館入学。
16歳頃、修技館卒業後、翔士修技生として巡察艦ゴースロスに配属。ヴォーラーシュ伯国でジントと運命的な出会いを果たす。ゴースロスの敵艦隊遭遇により、艦長のレクシュの命令を受けジントを連れ連絡艇で脱出。フェブダーシュ男爵領、スファグノーフ侯国惑星クラスビュールを経て帝都に辿り着く。その後列翼翔士に叙任。
19歳頃、十翔長に昇格し、突撃艦バースロイル艦長に着任。アプティック門防衛戦の後アプティック伯国領主代行を務める。その後ロブナス伯国領主代行を務める。この代行業務の過程でジントがロブナスIIの移民計画に反対する領民の反乱に巻き込まれ行方不明となったため、星界軍に休暇届を出し傭兵団を雇ってジントを救出した。副百翔長に昇格後、ジントにつきあい共にハイド伯国へ赴く。その後、星界軍に復帰しフリーコヴ艦長に着任。
ケマル星系での戦闘後、帝都に帰還。不死鳥作戦の際に百翔長に緊急昇進し、勅命によりガフトノーシュ・ドゥラド艦長に着任。帝国宝物・英雄芳名碑を臨時帝都に届ける。皇帝ドゥサーニュの登極時点において臨時帝都にいた皇族軍士のうち最先任であったため暫定皇太女とされ、同時に三階級特進し、提督となる。
『星界の戦旗VI』の時点で、帝国元帥（ルエ・スペーヌ）。練習艦隊司令長官（グラハレル・ビューラル・クレーヤル）から霹靂艦隊司令長官（グラハレル・ビューラル・ロドルショト）。
名前の由来は珠玉（ラーフ）と星霧（ヒール）から。
外見上の特徴としては、青黒くしなやかな長髪、淡い小麦色で卵形の顔、そして黒い瞳でまなじりが高いことが挙げられる。一方アブリアル氏族にしては耳が小さいことを気にしており、これは彼女の遺伝子が自然結合のままで調整されていないことに由来する。
本質的に素直な性格で嘘をつくのが下手だが怒りっぽい。
アーヴらしくごく薄い味付けが好み。熱めに温めた桃果汁（ティル・ノム）に、檸檬（ロープ）のスライスを浮かべた飲み物と、蜜酒（ケテク）の林檎火酒（レルテル）割りが好み。どこでも熟睡できるという特技を持つ。
王女らしく、というより気質的に態度はやや尊大。「〜（する）がよい」という口癖がある。また、ジントに対しては、しばしば「ばか（オーニュ）」と言う（その時により、本気であきれていたり、照れの感情がこもっていたりする）。
自分の遺伝子提供者が誰であるか、また「愛の娘」であるかを気にしていた。8歳の頃、父に言われた「アーヴ猫の遺伝子を使った」との冗談を真に受けて、しばらく悩んでしまったことがある。翔士修技館への入学が早かったのは、遺伝子提供者が誰かを知りたいとの強い願いのためもあった。
生まれたときから王女としてかしずかれて育つ一方で、他のアーヴが対等の立場で互いに名前で呼び合う様子に羨望を覚えていた。このため、ラフィールを知らなかったジントに名前を問われたときに、ある種の喜びと興味を感じ、ジントに対して「王女」や「殿下」ではなく、単に「ラフィール」と呼ばせることを許した。直後に現皇帝の孫ということを知ったジントが「皇女殿下」と呼んだ時は、非常に気分を害した。
フェブダーシュ男爵領でクロワールから足止めを受けた際に、悪評高いアーヴの微笑を見せて反抗の意思を示した。その後戦闘になった際に、推進剤に反物質を使い反陽子砲の代用に使うという機転を利かせて勝利した。
射撃の腕に秀でていて、フェブダーシュ男爵領やクラスビュールで、その腕を遺憾なく披露した。但しクラスビュールではその世間知らずぶりも披露して、ジントを何度も呆れさせた。
祖母である先帝ラマージュに似ているらしく、上皇会議の場において曾祖母のラメームは「娘の幼いころを見ているよう」、ドゥセーフは「息子（ドゥサーニュ）のあとを襲うのはそなたかもしれない」と評価している。だが、帝位への出世レースで先頭を走っているわけではなかった。
ラマージュの崩御に伴うドゥサーニュの即位により、臨時帝都において皇族の最上位となり、アーヴによる人類帝国・暫定皇太女となる。上皇会議の意向もあり、部下にはジントの他にソバーシュ、ロイなどの苦楽を共にした戦友が多く配置されている。
超外伝にて、私生活においては腐女子である事が明かされた。

## 主人公の関係者
エクリュア・ウェフ＝トリュズ・ノール
声 - 清水香里
バルケー王国の平面宇宙を航行中の交易船の中で生まれる。親はナース、遺伝子提供者はコリュア・ウェフ＝ボーザク・コンサ。5歳になったころにエクリュア館に送られる。15歳のときに曾々々祖父が永眠。帝国暦952年、翔士修技館入学。帝国暦955年、突撃艦バースロイル次席翔士に着任。アプティック門防衛戦の後、後衛翔士に昇進。帝国暦956年に前衛翔士に昇進後、フリーコヴ航法士に着任。ハイド門沖演習後に十翔長に昇進し、副長兼航法士に就任。帝国暦958年、副百翔長に緊急昇進。『星界の戦旗VI』の時点で准提督（ロイフローデ）、ラフィールの参謀副長（ルーセ・カーサレール）。
髪、眉、瞳がすべて空色をしている。無口、無表情で物静かだが、あまり他人に気を使わないので失礼な言動を平気でする。重度の音痴で船の操舵が異常に荒い。アーヴとしては珍しくラクファカールの生まれではない。奇妙な歌は父譲りのものである。人参が大嫌い。時空泡内での加速にともない発現する円形の虹が好き。
交易船の中で育てられていた頃は多数の飼い猫にいじめられていた。エクリュア一族は貧しく、子供を共同で育てるため、星界軍から払い下げられた旧型突撃艦を改造したエクリュア館では多数の子供たちと一緒に育った。
修技館入学の直前に愛猫を亡くしている。これ以降、猫を飼わないと決めたが、他人の飼い猫をかまうのは大好き。また猫ともアーヴとも違う年の取り方をする地上人に強い興味を持っていて、特に初めて会った同世代の地上人であるジントが老いていく様を見てみたいと思っている。
砲術士としても航法士としても有能で、特にアプティック門防衛戦の際に見せた砲撃手としての腕は、艦長であるラフィールが感嘆するほどのものだった。なお、砲撃の際に発する印象的な「撃つ！」というセリフはアニメ版オリジナルのもの。
船を操縦するときは地上人が乗っていようがいまいがお構いなしに、アーヴでなければ耐えられないような高加減速や無謀とも思われる機動を行う。自分の思い通りに操縦させてもらえない場合には口汚く罵ることもある。そのためソバーシュからは翔士としては有能だが、指揮官には不向きなタイプかもしれないと思われている。また、十翔長への昇進後に砲術担当の内示があったが、ソバーシュに強硬に反対され実現していない。本人はそれをまったく気にかけていないが、なぜ反対されたのかは理解していない。そのほかにも、非直の乗員を起こすためだけに警鐘を鳴らすなど非常識な行動が多い。
ラフィールとはバースロイルからの付き合いでそれなりに理解しているらしく、ケマル門での戦いの際に自らの判断が正しかったのか葛藤する彼女の内心を看破していた。
サムソン・ボルジュ＝ティルサル・ティルース
声 - 大塚明夫
地上人出身の星界軍の軍士。のちハイド伯爵家家宰。
リネー伯国の惑星ダクフォー（現地名称ミッドグラット）出身。帝国暦952年、スカレーシュ門沖会戦に参加。イリーシュ門沖会戦後に軍匠修技館に入学。帝国暦955年、突撃艦バースロイル監督に着任。帝国暦956年に星界軍退役。その後ハイド伯爵家家宰となる。帝国暦958年、帝国宰相府使節庁の要請により帝都に赴き、不死鳥作戦において現役復帰要請を受けて、監督としてガフトノーシュ・ドゥラドに乗り込む。
アニメ版では頬に十字傷を持つが、原作には存在しない（「星界の断章1」において、頬の傷の由来が作者自身の筆によって書かれたが、あくまで番外編であり原作本編にはサムソンの頬に傷が無い事が断られている）。気さくで話のわかる性格であり、部下の従士たちには慕われていた。ミッドグラット人らしく、それなりに義理堅く、料理が得意で1000や2000の料理はそらでつくれると自称している。無類の酒好きで軍務中に（あくまで冗談として）飲酒許可を求めたことがある。普段はほろ酔い程度にしか飲まないが、1年に1度は自分に許す贅沢として潰れるまで飲むらしい。酔い潰れてソバーシュの世話になったことがある。
故郷ミッドグラットを心から愛しており、「麗しのミッドグラット」と呼ぶ。星界軍に入ってまもなくのころは、故郷の食生活を明かして友人を何人か無くしている。また、従士から翔士になるとき、同時に身分が国民から士族になるため、故郷への裏切りになるのではないかと悩んでいた。また地上世界出身者からアーヴ身分になった人物の例に漏れず、当初は生粋のアーヴとうまくやっていけるかどうか不安がっていた。いずれは故郷で結婚し農場を経営するのが夢。
ジントやソバーシュとは良き友人であり、互いに気に入っている。ジントがロブナスIIで行方不明となった際、星界軍に休暇届を出しラフィールに同行してジントを迎えに行った。この際、故郷の流儀に従い料理を用意して待っていた。また、ソバーシュとはバースロイル時代はよく酒を酌み交わしており、退役後も手紙を受け取っている。
ハニア連邦大使ティン・クイハンから、ハイド伯国の統治に関する記録を見たいと依頼され、代官のスオッシュから許可を得た上で紙の文書を用意し（帝宮内の外交区画では端末腕輪が使えないため）、ジントの召還を帝宮で待っていた。しかし4カ国連合の侵攻に伴いこの件が御破算となったため、ラフィールの指示で一時グリンシアの指揮下に入ったのちラフィールらと合流し、練習生時代に実習で習ったきりだった一世紀以上前のアイクシュ級巡察艦、ガフトノーシュ・ドゥラドの機関の保守管理に忙殺されることとなる。臨時帝都への移動後、ドゥサーニュの即位式に出席している。
ソバーシュ・ウェフ＝ドール・ユース
声 - 斎賀みつき
帝国暦955年、前衛翔士の階級で突撃艦バースロイル先任翔士に着任。帝国暦956年に副百翔長に昇進し、襲撃艦フリーコヴ艦長に着任。ハイド門沖演習後、第1蹂躙戦隊先任参謀に就任。その後に百翔長に昇進し、ラフィールの階級を追い抜いている。帝国暦958年、千翔長に緊急昇進。『星界の戦旗VI』の時点で提督（フローデ）、ラフィールの参謀長（ワス・カーサレール）。
性別の記述がほとんどなかったためかアニメ版では女性として描かれた。森岡は自分が脳裏で考えていた性別と違った事について「面白いんじゃない？」とあっさりと了承した。もともと言葉遣いや物腰が中性的なこともあって、ストーリーの齟齬は生じていない。また、アニメのキャラクターデザインを起こす際にそのモデルとなったのが、声を演じている斎賀みつき本人。監督の長岡曰く、自分が知っている中で一番の“男前”。
非常に穏やかで人のよい性格をしている。50歳をゆうに超えていて、成人して独立した子供が2人いる。エクリュアとは逆に士族としてはかなりの富豪で、帝都に独立した軌道館を持っている。
星界軍に入る前は長く交易に出ていて、その際のある航行において帝国商業史上屈指の利益を上げたことがある。また、アーヴとしては珍しく、地上世界に降りることを厭わない。交際を大事にしていて、事務的なものも含めて毎日大量の手紙をやり取りしている。
普段は穏やかな微笑を絶やさない好人物だが、ロブナスIIでジントを人質に脅迫した囚人たちに対しては、アーヴの微笑を見せて、ジントを殺せばアーヴの地獄へ入れると脅迫した。この脅迫は功を奏し、ジントが危害を加えられず助かる要因となった。現在のところ劇中でアーヴの微笑を見せたのは3人だけで、皇族を除けば唯一の例である（後はラフィールとラマージュ）。
自らを根っからの交易者と考えていて、軍人としての立場は仮初のものとしている。そのためかハイド門沖演習後に第1蹂躙戦隊が再編成される頃には厭戦気分を持ち始めていた。だが翔士としても優秀で、ハイド門沖演習における指揮ぶりは見学していたラフィールが驚くほどのもので、アトスリュアから、指揮官としても優秀だが補佐に回ったほうがより能力を生かせると評され、参謀に指名された。
悪癖を持つ人物を好んで部下にしたがるという悪癖を持っていて、フリーコヴにサムソンを迎えられなかったことを残念がっていた。ただしジントの悪癖ともいえる戦場に猫を連れて行くことに対しては否定的。猫自体は好きなようだが過去に何らかのいきさつがあり飼わないと決めている。エクリュアを指名してフリーコヴに配属させたが、その時点では彼女の悪癖を知らなかったので、指名したのは別の理由によると思われる。
アトスリュア・スューヌ＝アトス・フェブダーシュ男爵（リューフ・フェブダク）・ロイ
声 - 山田美穂
第4代フェブダーシュ男爵。
帝都ラクファカールで生まれる。親は第2代フェブダーシュ男爵スルーフ。遺伝子提供者はコセール。直後にフェブダーシュ男爵領に送られ、祖母である初代フェブダーシュ男爵やスルーフによって育てられる。その後、父、兄クロワールと共にラクファカールに移り住む。程なくして祖母が死去。帝国暦952年、クロワールの死後フェブダーシュ男爵に叙爵。帝都城館へ移り住んだスルーフのために、代官や執事長を手配した。帝国暦955年、突撃分艦隊ラトゥーシュ第1058突撃戦隊第1突撃隊司令に着任。当時の階級は百翔長。帝国暦956年に千翔長に昇進し第1蹂躙戦隊司令官に着任。帝国暦958年、准提督に緊急昇進。『星界の戦旗VI』の時点で大提督（フォフローデ）、霹靂艦隊第一艦隊司令長官。
青みがかった銀色の髪を後ろで束ねていて、豹のような黄玉色の瞳、朱色の唇、光沢のある眉を持つ。父親譲りの饒舌で、道楽者を自認している。食べ物で遊ぶのは下品だから耐えられないと発言している。
星界軍が久しぶりに導入した新艦種による戦隊の初代司令官に任命されたように、翔士として極めて有能で軍上層部からの評価も高く、部下からの信望も厚い。ただし、物事を教えられる立場の人間が手を抜いているとひっぱたきたくなる質。
突撃隊司令時代にクロワールの弔いの晩餐（ギューク・ロボロト）にラフィールとジントを招いて、会食を行った。この際に用意した料理は、かつてクロワールがラフィールに振舞ったものと同じであった。
幼少時から地上世界出身者である祖母や父と接していたため地上人的な価値観を強く有する。そのため自らの遺伝子提供者たるコセールを陰で「お母さま」と呼んでいる。
ストレス解消のため、自室に革製の砂袋をおいている。誰かの名前がつけられていたらしいが、その名前は極秘とされ明かされていない。
皇族の上官でいることは気が重いので、ラフィールには早く追い抜いてほしいと思っていた。また、追い抜かれないようでは彼女は皇帝にはなれないとも発言していた。帝都陥落後は、霹靂艦隊副司令長官としてラフィールに仕えることとなる。
道楽者を自称しているようにパーティ好きで、戦隊司令官になってからは「戦隊に諸侯がいる場合は機会を見つけて皆におごること」と定めた（当時第1蹂躙戦隊の諸侯はジントだけだったので、実質的にジントに奢るように命令しているのと同義であった）。

## 皇族
アブリアル・ネイ＝ラムサール・アブリアル伯爵（ドリュー・アブリアルサル）・ドゥサーニュ
声 - 塩沢兼人 / 小杉十郎太（ラジオドラマ星界の断章『併呑』のみ）
アーヴによる人類帝国第28代皇帝。前バルケー王。帝国暦945年、流砂艦隊司令長官として、ハイド星系をハイド伯国として帝国に編入させる。帝国暦955年、幻炎艦隊司令長官として幻炎作戦を指揮。帝国暦956年、狩人艦隊総司令長官として狩人作戦を指揮。双棘艦隊司令長官として双棘作戦を指揮。帝国暦958年、不死鳥艦隊司令長官として不死鳥作戦を指揮。臨時帝都にて第28代皇帝に即位。
上皇ドゥセーフの息子で、クリューヴ王ドゥビュースより3か月年下。ラフィールと同年代の息子がいる。外見上の特徴は、腰の辺りまで垂らした濃紺の髪と、白い顔である。ケネーシュからは度し難い性格と評される。エクレーム子爵でもあるが、領主生活には魅力を感じず、領地も義務的に一度訪問したきり放置している。大抵のアーヴがそうであるように、握手を好ましいものとは思っていない（曰く「地上人に相応しい優雅さからは程遠い習慣」）。
ハイド星系を帝国に併呑するにあたり、ロック・リンを領主にすることを受け入れた。その際に「地上の統治」について毒の効いた演説を行い、星系市民から反発を買った一方で、スポールからは絶賛されている。また、ハイド伯爵家の創設者を自称しており、ロック・リンの息子であるジントのことをそれなりに気にかけていた。
大抵の相手に対しては個人名に「さん」付けで呼ぶ。例えばドゥビュースは「ドゥビュースさん」、スポールは「ペネージュさん」。
担当声優の塩沢はテレビアニメの収録期間中に急逝したが、代役は立てられずにラジオドラマの音声を流用することで対応した。
アブリアル・ネイ＝ドゥブレスク・アブリアル伯爵（ドリュー・アブリアルサル）・ラマージュ
声 - 土井美加
アーヴによる人類帝国第27代皇帝。帝国暦905年、帝国艦隊司令長官としてカミンテール戦役に勝利。帝国暦952年、4ヵ国連合に対して宣戦布告。帝国暦958年、緊急遷都作戦・不死鳥作戦を発令し、自らは時間稼ぎのために近衛艦隊を率いて出陣、敵旗艦まで30天浬まで迫るも及ばず星界軍総旗艦ガフトノーシュとともに戦死。帝国史上戦場で崩御した3人目の皇帝となった。
前クリューヴ王にして、ラフィールの祖母にあたる。長い縹色の髪、琥珀色を帯びた眼に赤褐色の虹彩、象牙色の手をしている。子供はクリューヴ王ドゥビュースとゲムファーズ伯爵ラムリューヌの2人である。
ハニア連邦大使ティン・クイハンより連邦は帝国に吸収される意思がある旨を伝えられる。吸収した場合は戦争終結を大幅に早めることが出来るが、しばらく帝都を無防備な状態に置くことになり、一種の賭けに近い選択を迫られた。最終的に平和裏な吸収の道を選んだが、四か国連合の戦争派によるクリューヴ王国侵攻が確認されたため、この賭けに敗れた。
アブリアル・ネイ＝ドゥブレスク・クリューヴ王（ラルス・クリュブ）・ドゥビュース
声 - 鈴置洋孝
クリューヴ王。星界軍元帥。先帝ラマージュの息子でラフィール、ドゥヒールの父親。青灰色の髪をしている。苛烈で知られるアブリアルの中では例外的に穏やかな性格。家族など親しい人間には会話の際に多彩な称号を付け呼びかけに使う癖がある。翔士向きではないと自認しておりずいぶん早い段階で帝位を諦めた。
帝国暦935年、レクシュと共にかつての太陽系で原アーヴとは別だが同種の人工生命体が乗っていた宇宙船を発見。 帝国暦936年、長女ラフィール誕生後、まもなくしてクリューヴ王となる。帝国暦940年、長男ドゥヒール誕生。帝国暦955年、予備役准提督から現役復帰。帝国暦956年、大提督に昇進後、淡雪第2艦隊司令長官に着任。帝国暦958年の帝都陥落後、スキール王国レスィード伯国にいる雪晶艦隊司令長官コトポニー帝国元帥が連絡できるうち最高位の皇族であるため、同部隊内において皇帝名代として推戴されることになる。その後雪晶艦隊とビセス鎮守府で合流し、自分が現時点で連絡が取れる皇族のうちで皇位継承権の最上位にいたことを受けて『副帝』（ロイ・スピュネージュ）の称号を創設して就任、同時に「第二方面艦隊」司令長官に就任し（「第一方面」は帝国本軍）、皇帝に倣って星界軍元帥の階級を返上した。
独特な教育方針の持ち主で「出生の秘密があったほうが子どもの人格は豊かになる」と考えており、レクシュからはばかげていると言われている。そのためか遺伝子提供者を教えてくれとせがむラフィールに、アーヴ猫のホーリアを半身の源として紹介したことがある。ただし母ラマージュからは「息子としては不出来だが、親としては意外と才能があった」とも評価されている。
ラフィールが翔士修技生となった際、レクシュが艦長を務める巡察艦ゴースロスに配属されるよう手配した。またラフィールに地上世界出身の友がいてもいいと考え、ジントが便乗する艦にゴースロスを推挙したのも彼である。
ラフィールに対して平面宇宙航法がなければアーヴは帝国など築かずに銀河を流離っていられたのにと話したことがある。これをラフィールは「懐古趣味」と評した。
ハイド伯国再建のための、多額の資金を低金利でジントに貸し付けている。また、ラフィールと関わりを持ったセールナイにも援助を行い、彼女の自立を手助けした。
帝都失陥、臨時帝都遷都後は、孤立したスキール王国において、最上位の皇族として現地の星界軍に推戴される立場となり、皇帝に次ぐ役職としての「副帝」を名乗る。
アブリアル・ネイ＝ドゥブレスク・ウェムダイス子爵（ベール・ウェムダイサル）・ドゥヒール
声 - 保志総一朗
クリューヴ王家第1王子。戦列艦カイソーフ次席通信士。後衛翔士。ラフィールの4歳年下の弟。帝国暦940年、誕生。帝国暦955年、翔士修技館入学。列翼翔士に叙任し、カイソーフ次席通信士に着任。帝国暦958年に、後衛翔士に緊急昇進を果たしているが、本人はその事実を知らない。ドゥビュースらと合流後は第二方面艦隊無任所参謀兼副帝特使に任じられ、政務や地上世界との折衝などに忙殺される。その後、提督に昇進し、赤啄木鳥艦隊司令長官を経て哨戒艦隊司令長官となり、ハニア連邦秘密軍使の送迎を担当する。一方、依然副帝特使としての役も帯びている。
藍色の髪と黒い瞳を持つ。姉以上に生真面目で嘘のつけない性格をしている。姉と同じく熱い桃果汁（ティル・ノム）が好き。
姉に比べて、遅く修技館に入学したことから、劣等感を抱いている（ドゥビュースによればラフィールが特別なのであって、彼が皇族として劣っているわけではない）。13歳のとき、家出を試みたこともある。
カイソーフをあまり居心地良く思っておらず、ヴォーニュからは浮いていると評された。
帝国暦958年、双棘第13艦隊が雪晶艦隊に移行する前に司令長官のコトポニーから出頭命令を受け、皇帝ラマージュからの極秘命令を知らされると共に、コトポニーからの命令書を受け取った。4ヵ国連合侵攻後、雪晶第5艦隊司令長官ジャムペールに同命令書を提出、スキール王国レスィード伯国にてコトポニーと再会。同部隊には父ドゥビュースも合流していたため、皇帝名代とされることはなくなったものの、事態がはっきりするまで軍士ではなく皇族として扱われる旨を告げられた。

### 上皇
※ アニメ版には登場しない。以下はすべて帝国暦952年当時の上皇。ドゥガスとラムローニュを除くほぼ全員が帝都防衛団の一員として帝国歴958年の帝都防衛戦で戦死している。
ドゥガス
アーヴによる人類帝国第26代皇帝。ラスィース王家。100歳を超えているが、童顔で活発な少年の面影がある。
帝国暦958年、臨時帝都にてドゥサーニュに帝位を授けた。帝位継承権の順位はラフィール、ドゥドーヴに次いで第3位。
ドゥスーム
元バルグゼーデ王。上皇では最長老で200歳を遥かに超えている。薄紫色の巻毛をしている。普段から空識覚に頼っていて目を開くことがなかった。
帝国暦958年の帝都侵攻に際し、帝都防衛団司令長官を務め、戦死。
ドゥラーズ
元スュルグゼーデ王。シャシャイン戦役の際10万隻に及ぶ大艦隊を指揮した。この時の旗艦「ガフトノーシュ・ドゥラド」は帝都に動態保存されていたが、帝国歴958年の遷都に伴い、「忘れじの広間」の碑石「英雄芳名碑」を搭載してラフィールらの操縦により臨時帝都ラクファカール・セラへ避難した。
アブリアル・ネイ＝ドゥエール・ウェスコー前王（ラルス・レカ・ウェスコール）・ラムローニュ
前ウェスコー王。かつて提督から百翔長へ3階級降格したことがある。
帝国暦958年、臨時帝都にてドゥサーニュに帝位を授けた。練習艦隊司令部附上皇を経て、霹靂艦隊司令部附上皇として司令長官であるラフィールの監督に当たる。
ラミューニュ
元スキール王。バルケー王家はアブリアルよりスポールに近いと考えている。
ドゥセーフ
元バルケー王。現帝ドゥサーニュの父。ロック・リンの例を挙げて反帝国クラスビュール戦線のメンバーの叙勲を提案する。
帝国暦958年の帝都侵攻に際し、帝都防衛団参謀長を務め、戦死。
ラモーズ
元イリーシュ王。
ラメーム
元クリューヴ王。先帝ラマージュの母で、ラフィールの曾祖母。
帝国暦958年の帝都侵攻に際し、帝都防衛団クリューヴ王宮要塞司令長官を務め、戦死。

### その他の皇族
アブリアル・ドゥネー
アーヴによる人類帝国初代皇帝。建国帝（スクルレトリア）と通称される。ラムステュームの孫。帝国暦元年、力によって平面宇宙航行技術を独占することを決意し、アーヴによる人類帝国の創建と帝国暦の開始を宣言する（その際の演説の一部が『星界の断章II』冒頭に収録されている）。それにともない平面宇宙航行技術の実験が行われた星系を永遠の帝都と指定し、アブリアルと名づける。彼の8人の兄弟及び子女が「八王家」を創始した。
ドゥグナー
アーヴによる人類帝国第11代皇帝。銀河に悪名高いアーヴの地獄を無名者に「その者の名前を後世に残さない」ことを条件に造らせた。
アブリアル・ネイ＝ドゥブレスク・ゲムファーズ伯爵（ドリュー・ゲムファド）・ラムリューヌ
先帝ラマージュの娘で、クリューヴ王ドゥビュースの妹。
アブリアル・ネイ＝ドゥエール・ウェスコー王（ラルス・ウェスコール）・ラムロワル
帝国暦949年当時のウェスコー王。
アブリアル・ネイ＝ドゥエール・スピュール子爵（ベール・スピュル）・ラムデージュ
帝国暦945年の流砂艦隊出征式にてドゥヒールの正面に整列している。星界軍への入隊も昇進も遅かったが、ラクファカール陥落後は非常事態ということもあり、階級は大提督、近衛艦隊副司令長官となっている。数少ないラフィールらと同年代の皇族の一人。
ドゥドーヴ
イリーシュ王。帝国歴958年時点での帝位継承順位は第7位だったが、ラクファカール陥落に伴い多くの皇族が戦死・消息不明になったため、健在が確認されていた皇族ではドゥサーニュに次ぐ順位だった。彼を皇太子に推す声も大きかったが、上皇会議でラフィールが仮皇太女に指名されたことに伴い、継承順位は第2位となっている。

## 星界軍
※ 帝国暦958年の不死鳥作戦時に全ての現役軍士が一階級特別昇進を果たしているが、星界の戦旗第一部完結時点において、明確に存命かつ現役であると確定出来ない人物については、最後に登場した時点の階級を記している。

### 主な司令長官・参謀長
ケネーシュ・ウェフ＝ステューマル・キペール
声 - 鈴鹿千春 / 幸田直子（ラジオドラマ星界の断章『併呑』のみ）
ドゥサーニュ付きの参謀長。星界軍元帥にして帝国公爵。帝国暦945年、流砂艦隊参謀長に着任。当時の階級は大提督。帝国暦955年、幻炎艦隊参謀長に着任。帝国暦956年、狩人艦隊参謀長に着任。帝国歴958年、ラマージュの崩御によるドゥサーニュの即位に伴い、ファラムンシュの後を継いで軍令長官になった。
肩を覆う藤色の髪と瞳が特徴。沈着冷静で、仕事と趣味を分けている。極めて優秀な参謀であり、ドゥサーニュにも重用されている。ネレースとは元恋人だが、今では思い出すのも嫌っている。
スポール・アロン＝セクパト・レトパーニュ大公爵（ニーフ・レトパン）・ペネージュ
声 - 深見梨加
根源氏族の1つ、スポール一族の宗家レトパーニュ大公爵家の当主。大提督。17歳で修技館に入学。帝国暦949年ごろ、准提督に昇進。帝国暦952年、偵察分艦隊フトゥーネ司令官としてスファグノーフ門沖会戦に参加。帝国暦955年、ラルブリューヴ鎮守府副司令長官に暫定的に就任。同年、幻炎第1艦隊司令長官としてアプティック門沖会戦に参加。帝国暦956年、狩人第1艦隊司令長官に就任。その後ソトリュール鎮守府副長官に着任。帝国暦958年、大提督に緊急昇進し、不死鳥第7艦隊司令長官に就任。「戦旗VI」の時点では星界軍元帥、霹靂艦隊最先任副司令長官を経て同第五艦隊司令長官。
一族に共通して現れる家徴である紅い瞳と紅い唇に加え、丹念に結い上げられた蒼炎色の髪が特徴。
わがままで気まぐれな性格。母アセーヌと同じく起床後6時間は固形物を口にしない。「時間に厳密な人」と「弱いものいじめ」が大好きと発言している。
艦隊指揮官としての手腕は卓越している。
一族の例にもれず破天荒な行動や言動が目立つほか、アブリアルへの対抗心と忠誠心が非常に強い。
自分の好み以上に大切なものは存在しないと考えている。
クファディス・ウェフ＝エスピール・セスピー
声 - 千葉進歩
スポール付きの参謀長。准提督。一等勲爵士。帝国暦952年、前任者の育児休暇にともない第184打撃戦隊先任参謀から偵察分艦隊フトゥーネ先任参謀に転任し、以降常にスポールのもとで参謀を務める。当時の階級は百翔長、帝国暦955年、スポールの配置換えに伴い千翔長に昇進。同年、幻炎第1艦隊参謀長に着任。帝国暦956年、狩人第1艦隊参謀長に就任。その後ソトリュール鎮守府副長官付参謀長に着任。帝国暦958年、准提督に緊急昇進し、不死鳥第7艦隊参謀長に就任。『星界の戦旗VI』の時点では提督、引き続きスポールの参謀長。
鮮緑色の髪をもつ。いつもスポールの無理難題に振り回されているので、離れたいと思っているが、彼女にはいたく気に入られているため、なかなか解放してもらえない。だが、「戦闘に関するかぎり」いつも立派な指揮官だった、と評しているのでそれなりに信頼はしている。
家族は父と姉が1人いる。昔から姉には全く頭が上がらない。なお超外伝において、その姉は著名なBL同人作家で、他ならぬスポール提督がファンだったという事実が明らかになり、さらに彼女はイリューシュ門沖会戦で戦死しているとされた。ただし本編でも同様の設定なのかは不明。
ビボース・アロン＝ネレム・公子（ヤルルーク）・ネレース
声 - 井上和彦
根源氏族の1つ、ビボース一族の男性。提督。帝国伯爵。帝国暦955年、幻炎艦隊副司令長官に着任。幻炎1号作戦から幻炎18号作戦への切り替えにともないアプティック防衛艦隊司令長官に就任。帝国暦956年、狩人第4艦隊司令長官に就任。
菫色の巻毛に白銀色の瞳、陰影の多い美貌をしている。一卵性双生児のためネフェーと瓜二つ。ビボース一族としては傍流だが華やかな狂気と呼ばれる一族の性からは自由ではないと周囲からは見られている一方、本人は健全な常識人だと認識している。原作ではアプティック門防衛戦のときに一度行っただけだが、アニメ版では戦闘中の入浴が趣味として描かれている。空識覚芸術を好む。
ネフェーとは一卵性双生児の双子で人工子宮から出た時間も同じなため、どちらが兄、弟ということはない対等な関係である。またネフェーと会話する際に頻繁に相手の名前を呼ぶのは、そうしないと自分がどちらなのかよくわからなくなる感覚に襲われるから。アニメ版では、前髪を一房だけ右側から垂らしている。
皇太子ドゥサーニュからは戦い方は概ね堅実と評されている。実際アプティック門防衛戦の際に立案した作戦と、実際の戦闘における指揮ぶりは、敵が撤退し始めた後に追撃戦を指示した以外は「平凡」と称されるほどに極めて堅実なものだった。
アーヴの例に漏れず堅苦しい儀式を嫌うため、降伏したアプティック星系との降伏調印式典では、たまたま指揮下にいたラフィールとジントに帝国代表およびその後の領主代行、領主副代行の役を押し付けた。狩人作戦時もいくつかの星系で2人に代表を押し付けていた（そのうちのひとつが戦旗IIの舞台のロブナス星系）が、バスコットン星系ではたまたま先行していた淡雪第2艦隊司令長官のドゥビュースにその役を押し付けられてしまう。
登場は戦旗Ⅰにて10場面。戦旗Ⅱにて2場面。
ビボース・アロン＝ネレム・公子（ヤルルーク）・ネフェー
声 - 井上和彦
ネレース付きの参謀長にして、彼の双子（一卵性双生児）の兄弟である。千翔長。帝国暦955年、アプティック防衛艦隊参謀長に就任。帝国暦956年、狩人第4艦隊参謀長に就任。双子のネレースよりも階級が下なのは、ネレースよりも「恋多き男」であるため。
アニメ版では、ネレースとは逆に、前髪を一房だけ左側から垂らしている。参謀長として司令長官を補佐する立場上か、ネレースよりはまともな人として描かれることが多く、双子同士の会話の際も大抵は彼が一枚上手を取っている。総合芸術を好む。
トライフ・ボルジュ＝ユブデール・レムセール
声 - 小杉十郎太
艦隊司令長官にして大提督。帝国暦952年、トライフ艦隊司令長官としてスファグノーフ門沖会戦に圧倒的勝利を収める。この際、スポールから簡潔でいい命令を出すと評価されている。帝国暦956年、狩人第21艦隊司令長官に着任。帝国歴958年のラクファカール陥落後、帝国元帥に昇進。回廊艦隊司令長官として、帝国が保持する各王国をつなぐ「双棘回廊」の防衛に当たっている。
アーヴには珍しくがっしりした体格で、濃緑色の髪、浅黒く精悍な顔をしている。家徴である発達した犬歯が特徴。
情報局長官カシュナンシュ提督とは「翔士修技館の一室と空色髪の少女にまつわる挿話」から始まる数々の確執がある（そのうちの一編は星界の断章『謀計』に描かれている）。
協調性のないのが星界軍の指揮官の伝統と主張しているほか、戦略的なものの見方はしないようである。
カヒュール・ボース＝サテク・公子（ヤルルーク）・レメーシュ
声 - 一条和矢
トライフ付きの参謀長。准提督。ボースの姓称号は一代皇族の子孫であることを示すので、広義では彼もアブリアル一族である。帝国暦952年、トライフ艦隊参謀長としてスファグノーフ門沖会戦に参加。当時の階級は千翔長。帝国暦956年、狩人第21艦隊参謀長に着任。
濃紺の髪で、アーヴとしては平凡な容姿をしており、眼が常に眠たげでぼんやりした印象を持つ。慇懃なほど冷静な人物で、熱くなりがちなトライフの冷却剤として最適の補佐役。回りくどい物言いをする悪癖の持ち主で、複数の可能性が考えられる場合、確率の低い方から順に述べる。
コトポニー・アロン＝ライトゥレール・公女（ヤルリューム）・ラゼリア
声 - 高森奈緒
根源氏族の1つ、コトポニー一族の女性。帝国元帥。帝国公爵。家徴の鮮血色の唇が特徴。コトポニー氏らしく、果断な性格。帝国暦955年、幻炎第4艦隊司令長官に着任。当時の階級は大提督。双棘艦隊副司令長官に着任。新領土方面艦隊司令長官に就任。その後、雪晶艦隊司令長官に就任。なお双棘作戦時の参謀長は女性（幻炎作戦時のセスカースと同一人物かは不明）。帝国暦958年に、帝国元帥に緊急昇進を果たしているが、本人はその事実を知らない。ドゥビュースによる「第二方面艦隊」編成に伴い、彼の参謀長となるが、ドゥビュースの慎重さに手を焼いている。
双棘艦隊当時に皇帝ラマージュから、ハニア連邦の占領および武装解除について検討すること、という秘密命令を受けた。それに基づいて、戦局によっては雪晶艦隊が長期間孤立する可能性があること、その場合に艦隊隷下の翔士として唯一人の皇族であるドゥヒールを皇帝名代として仰ぐ可能性があることを本人に伝えた。
ピアンゼーク
提督。練習艦隊副司令官を経て霹靂艦隊第二艦隊司令長官。軍政本部（ヴォソール）出身の軍政畑一筋の人物。霹靂艦隊副司令官では最年少だがラフィールより年上。
ダセーフ
提督。練習第一艦隊教務参謀を経て霹靂艦隊第四艦隊司令長官。ほとんどの軍歴を教官として過ごし、ピアンゼークはかつての教え子である。一見十代半ばに見えるほどの外見だが、実際には副司令長官中最年長で、挙措にはっきりと現れている。敵国の分析と、それを作戦会議で披露するのが趣味であるらしく、ラフィールが辟易するほどである。

### 軍令本部
ファラムンシュ・ウェフ＝ルサム・ラザス
声 - 林田尚親 / うえだゆうじ（ラジオドラマ『星界の戦旗IV』のみ）
軍令長官。帝国元帥。青灰色の髪を編んで肩から前に垂らしている。気分を害したときに髪をいじる癖がある。軍令長官は性格がよくては務まらないと考えていて、補任されたときは心外だったと発言している。
帝国暦958年の帝都侵攻に際し戦いに赴く皇帝ラマージュの参謀長として付き従い、ともに戦死した。
ハニア連邦大使ティン・クイハンからの提案には、不確定要素が多すぎることや星界軍の行動に制約を課せられることを嫌い、否定的な姿勢だった。
セーダ
ファラムンシュの前任者。帝国暦945年、流砂艦隊出征式典にてケネーシュに作戦命令書を渡したのが軍令長官としての最後の任務となった。

#### 情報局
カシュナンシュ・ウェフ＝ゴス・エール
情報局長官。提督。トライフ大提督とは翔士修技館以来の不仲である。なお、情報局は人類統合体のヘラクレス作戦を察知できず、トライフからは非難され、皇帝ラマージュからも叱責を受けている。
ビルスクース
帝国暦952年当時の情報局所属の副百翔長。ジントにハイド伯国との連絡が断ち切られた状況を説明した。

### 巡察艦ゴースロス
※ 以下は全て帝国暦952年当時の乗員で、ゴースロスの爆散にともない同年に戦死している。この大戦における帝国側の最初の死者たちである。
レクシュ・ウェフ＝ローベル・プラキア
声 - 高島雅羅
クリューヴ王ドゥビュースの想人で、ラフィールの遺伝子提供者。巡察艦ゴースロス艦長。百翔長。一等勲爵士。
帝国暦935年、ドゥビュースと共に交易中にかつての太陽系で原アーヴとは別の人工生命体が乗っていた宇宙船を発見。翌年十翔長に昇進し突撃艦艦長に着任。帝国暦952年、ゴースロス艦長に就任。ヴォーラーシュ門とフェブダーシュ門の間でスファグノーフ門へ向かっていた人類統合体の艦隊を発見。イトゥーム533領域にて宇宙駆逐艦10隻と交戦中、乗艦が爆散して戦死。
肩と眉で切りそろえた青鈍色の髪と眉。黄金色の虹彩に黒い瞳孔を持つ。凜とした威厳と気品を漂わせるが、親切で優しい。プライベートな場ではドゥビュースのことを「わたしの可愛い殿下」と呼んでいたほか、ラフィールに対してもこの呼称を使用したことがある。ドゥビュースとの蜜月関係はラフィールが生まれた時には終わっていたが、それでも彼とは極めて親しいことに変わりなくその後もしばしば王宮を訪れており、子供のころのラフィールもよく知っている。
星界軍上層部にも名前を知られていて、軍令長官ファラムンシュやトライフ大提督からも優秀な翔士と評価されていた。
ヴォーラーシュ伯国で、ジントを迎えに行く任務をラフィールに与えたのも彼女と思われ、2人を引き合わせたのが自身最大の功績になるかもしれないと発言していた。
ローフ一族の出身だが、姓が違うのはローフ氏は宗家以外は違う姓を名乗るためである。
レーリア
声 - 遊佐浩二
副長兼先任航法士。十翔長。彫りの深い顔立ち。にこやかで、親しみやすそうな人物。原作には水色の口髭を持つとあるが、アニメ版では髭をたくわえていない。
ギュムリュア
声 - 藤貴子
監督。軍匠十翔長。明るい紺碧の髪と眼に黒壇のような肌をした女性。
ディーシュ
声 - 千葉一伸
書記。主計十翔長。赤みがかった瞳をした男性。アニメ版ではユーンセリュアと恋仲。
サリューシュ
声 - 陶山章央
先任砲術士。前衛翔士。根源氏族の1つ、サリューシュ一族の出身で、鋭い目つきをしている。
ユーンセリュア
声 - 友川まり
先任通信士。前衛翔士。原色の青の髪で、落ち着いた挙措をしている。アニメ版ではディーシュと恋仲。
レシェークリュア
声 - 宮崎一成
航法士。後衛翔士。初々しい男性翔士と記述されている。

### 襲撃艦

#### フリーコヴ
※ ラフィール、ソバーシュ、エクリュア、ジントについては各項目を参照。
グリンシア
声 - 甲斐田裕子
フリーコヴ監督。軍匠副百翔長。地上世界出身者の女性。実戦で失敗して死ぬことよりも、演習で失敗して評価が下がることのほうを嫌うという独特の価値観を持っている。酒と冗談を嫌う堅い性格で、宴会で乗員が喧嘩を始めたときにはわざわざ仲裁する許可をソバーシュに求めていた。アニメ版ではエクリュアの無謀な操縦で船酔いになってしまいイドリアに介抱されていた。なお、下戸ということにもなっていた。帝国暦958年、軍役復帰したサムソンの上官を一時的に務めた後に軍匠副百翔長に緊急昇進。
グノムボシュ
声 - 下野紘（ラジオドラマ『星界の戦旗IV』のみ）
後衛翔士。帝国暦941年頃の生まれ。将来の夢は提督。
フリーコヴでは伝令を務めていた。帝国暦958年、後衛翔士に緊急昇進し、不死鳥作戦において、ラフィール、ジントと共にガフトノーシュ・ドゥラドに乗り込み、同艦の砲術士を務めた。『星界の戦旗VI』の時点では准百翔長（ロイ・ボモワス）、霹靂艦隊司令部作戦参謀。
アルボフ
声 - 伊丸岡篤（ラジオドラマ『星界の戦旗IV』のみ）
フリーコヴ先任砲術士。十翔長。優秀だが砲術士の仕事が好きなので前衛翔士からの昇進を望まず、十翔長への昇進を二度も辞退していた変わり者だが、帝国暦958年の全現役軍士の緊急昇進は辞退することが出来ずとうとう十翔長となった。
ヤテーシュ
声 - 青木誠
フリーコヴの通信士。前衛翔士。夢は男爵になること。帝国暦958年、前衛翔士に緊急昇進。
エイドリアン
軍匠従士。

#### その他の襲撃艦
イドリア
声 - 山崎たくみ
ソバーシュが艦長を務めていたときのフリーコヴ副長兼砲術士。当時の階級は十翔長。ハイド門沖演習後に副百翔長に昇進し、新造艦の艦長に着任。
ディレール
ソバーシュが艦長を務めていたときのフリーコヴ書記。主計前衛翔士。ハイド門沖演習後に転出。
スターシュ
声 - 間島淳司
アニメ版『星界の戦旗III』におけるフリーコヴ書記。主計十翔長。原作と別のキャラが設定された理由は不明。
デュール
バートコヴ艦長。男性。副百翔長。前任は巡察艦副長。
セルボス
リュームコヴ艦長。副百翔長。前任が突撃艦艦長だったためか、襲撃艦も突撃艦同様に艦長が操船を担当するべきだと考えている。
ボムデール
クロルコヴ艦長。副百翔長。

### 戦列艦カイソーフ
※ ドゥヒールについてはリンク先を参照。
ベルソート
声 - 真殿光昭
艦長。千翔長。藍鉄色の髪をした男性。帝国創設前にスポール氏から別れた一族の出身で、スポール氏同様に何かにつけて皇族のドゥヒールに絡んでくる。翔士全員で食事するという規則を定めている。最低で戦隊司令官まで出世したいと発言している。帝国暦958年に、千翔長に緊急昇進を果たしているが、本人はその事実を知らない。
ヴォーニュ
声 - 佐久間紅美
先任通信士。十翔長。士族。出世には興味がない。露草色の髪と枯茶色の瞳が特徴の女性。3歳のときからテールケスという戦列艦で育ったが、この艦は現存しない。何かにつけてベルソートに絡まれるドゥヒールを庇っていて、ベルソートを「戦隊司令官が夢なんて小さな男」と評した。「第二方面艦隊」編成後は准提督、赤啄木鳥艦隊参謀長として、ドゥヒールの補佐に当たる。
クローボス
副長。副百翔長。帝国暦958年に、副百翔長に緊急昇進を果たしているが、本人はその事実を知らない。
カズヴ
先任砲術士。副百翔長。帝国暦958年に、副百翔長に緊急昇進を果たしているが、本人はその事実を知らない。
アイデール
掌機最先任従士長。艦載艇整備班長。雪晶作戦においての総員退避の際、ドゥヒールと共に連絡艇に乗り込み、連絡艇時空泡発生機関搭乗整備員を務めた。帝国暦958年に、最先任従士長に緊急昇進を果たしているが、本人はその事実を知らない。

### 突撃艦
※ アトスリュアについてはリンク先を参照。
ベイカル
声 - 千葉一伸
キドロイル艦長。十翔長。士族。紺碧色の髪をした男性。アプティック門防衛戦で乗艦もろとも爆散し戦死。
ラカシュ
声 - 小上裕通
アニメ版オリジナルキャラクター。『星界の戦旗』第7話「くらやみの逃亡」に登場。セーグロイル艦長。十翔長。ウィンブル門方面での索敵行動中に多弾頭機雷の攻撃を受け泡間通信機と質量波観測機の能力を失う。さらに艦橋設備の損傷によって翔士全員が艦橋に閉じ込められたため、従士と反物質燃料をバースロイルに移した後、囮役となり時空泡の自然崩壊と共に消滅した。

#### バースロイル
※ ラフィール、ソバーシュ、ジント、エクリュア、サムソン、パーヴェリュアについては各項目を参照。
サブドール
軍匠一等従士。
ウェノク
バイリス
軍匠三等従士。
ファーコン
軍匠従士。

### 星界軍・その他
レクシュ・ウェフ＝ローベル・グレーリア
列翼翔士。プラキアの姪。「地上人的な感覚」ではラフィールの従姉妹に相当し、ジントの感想では顔立ちもよく似ている。帝国暦958年の不死鳥作戦開始時点では近衛艦隊勤務の翔士修技生だったが、作戦発動時の緊急昇進を受けて列翼翔士に叙任する。しかし同時に近衛艦隊から外されて配置がなくなったためラフィールに泣きつき、通信士としてガフトノーシュ・ドゥラドの乗員となる。「戦旗VI」の時点では十翔長（ローワス）、霹靂艦隊作戦参謀の砲術担当。皇族であるラフィールへの尊敬の念が強いらしく、彼女に対して割とぞんざいであるジントとサムソンにはやや非好意的。
ウニューシュ
声 - 小上裕通
星界軍元帥。帝国暦955年当時のラルブリューヴ鎮守府司令長官。
レケーフ
星界軍元帥。帝国公爵。幻炎作戦において第5艦隊司令長官。双棘作戦において双棘艦隊副司令長官兼バルケー王国方面艦隊司令長官。
ジャムペール
大提督。雪晶第五艦隊司令長官。帝国暦958年の帝都陥落後にドゥヒールより、彼自身を雪晶艦隊司令部に送り届けよというコトポニーからの命令書を受け取り、巧みな艦隊運用を見せて無事にスキール王国レスィード伯国で雪晶艦隊司令部と合流した。この際に人的被害なしで任務を全うしたものの、道中孤立した味方を見捨てなければいけなかったことを悔いている。大提督に緊急昇進を果たしているが、本人はその事実を知らない。
ルレーフ
声 - 細井治
大提督。帝国侯爵。幻炎第2艦隊司令長官。
キー
提督。ガムヴ公爵公子。幻炎第5艦隊参謀長。キー姓は帝国初期に皇族から分家した男系の家に与えられた姓なので、広義ではアブリアル一族である。
ムルスファー
提督。幻炎作戦において幻炎艦隊副司令長官及びミスケル防衛艦隊司令長官を務めた。
トリール
声 - 浜野ゆうき
准提督。セズレーニュ男爵。幻炎第2艦隊参謀長。
セスカース
准提督。帝国男爵。幻炎第4艦隊参謀長。
ロセーシュ
准提督。根源氏族の1つ、ロセーシュ一族の男性。偵察分艦隊デクスファ司令官。
ロイリュア
千翔長。第2蹂躙戦隊司令官。帝国暦956年、第1蹂躙戦隊の先任艦長兼襲撃艦スィールコヴ艦長に着任。当時の階級は百翔長。ハイド門沖演習では赤軍を率いてアトスリュアと戦った。この際、惑星マルティーニュに地表攻撃を行っている。
クラペーフ
千翔長。第3蹂躙戦隊司令官。帝国暦956年、第1蹂躙戦隊の先任艦長に着任。当時の階級は百翔長。
セムレーシュ
千翔長。第4蹂躙戦隊司令官。帝国暦956年、第1蹂躙戦隊の先任参謀に着任。当時の階級は百翔長。
シュリール
声 - 津田匠子
百翔長。女性。トライフ艦隊作戦参謀としてスファグノーフ門沖会戦に参加。この際、司令長官トライフに迂回挟撃を進言するが却下されてしまう。
ナソトリュア
声 - 黒崎彩子
副百翔長。情報局出身の女性。トライフ艦隊通信参謀としてスファグノーフ門沖会戦に参加。当時は情報局から転任してきた直後で、古巣を批判するトライフに不快感を示していた。
コトケール・アロン＝ロル・公子（ヤルルーク）・レーシュ
帝国暦955年当時、練習艦隊所属の判定委員。百翔長。紫紺の髪をした男性。突撃艦バースロイルの慣熟航行の最後に模擬戦の相手をして、艦長のラフィールを「美しく戦おうとする傾向が強いが、運が良ければ生き残れるだろう」と評した。フルネームは現時点ではアニメの設定にのみ登場する。
シドリュア・ボルジュ＝シド・セール
声 - 渡辺英雄（ラジオドラマ『星界の戦旗IV』のみ）
前帝国宰相シドリュアの息子。青褐色の髪を持つアーヴの男性。帝国暦958年当時は准提督。父の葬儀の喪主を務めた。
ジュスウィック
サムソンの元部下で、帝国暦955年以前に戦死している。
ビュセーク
准提督。突撃分艦隊サレーフ司令官。ジムリュアの乱に際して、反乱軍の手に落ちなかった艦艇を統率し、非戦闘員を連れて帝都から撤退させた。
ヤスムフラウ
帝国暦949年当時の星界軍元帥。帝国公爵。
ガボート
声 - 山口隆行（アニメ・初代）/茂木優（アニメ・二代目）/ 岸野幸正（ドラマCD）
ロブナス輸送隊指令。百翔長。
レペス
百翔長。帝国暦958年時における、星界軍総旗艦ガフトノーシュ艦長。同艦の爆散に伴い戦死。
キー・ボート＝ラムセル・ガムヴ公爵（レークル・ガムブ）・アトラコン
女性。『星界の戦旗VI』の時点で星界軍元帥（スペーヌ・ラブーラル）、練習第一艦隊司令長官（グラハレル・ビューラル・カースナ・クレーヤル）。ラフィールが練習艦隊司令長官から霹靂艦隊司令長官になったことに伴い、練習艦隊司令長官を兼任することになる。

#### 地上軍
ジムリュア・ボルジュ＝フルク・フルーシュ
帝国史上最大の内乱ジムリュアの乱の首謀者。ベルザ大公国の惑星ザムスィア（現地名称エルメン）出身の女性で本名はリンダ・ナルン。地上軍元帥。アーヴ同様の遺伝子調整を受けており、不老長命で髪が青く身体能力も高いが空識覚器官は持たない。
帝国地上軍（ビース・ソグ）に志願入隊し、翔士となった際に改名。ジムリュアとは「ジェームズの末裔」という意味で父の名に由来する。提督で第1機動軍団司令官となったときにレトパーニュ大公爵公女キネージュと知り合う。大提督に昇進後、捕虜収容所惑星コーザイ総督に赴任。元帥昇進後、帝国とアルハミド星間帝国の戦争に乗じて革命軍を率いて蜂起、帝都制圧後に人類連邦の創建と暫定大統領就任を宣言。レトパーニュ大公国に侵攻し、キネージュの艦隊に撃退される。
エミンド
ジムリュアの反乱軍の副司令官格で、彼女とは恋人関係にある。当時捕虜収容所だった惑星コーザイ出身だが、帝国に吸収された国家の再興を目論むエレンディア人の末裔でもある。

## 帝国政府
ブラーシュ
声 - ふくまつ進紗（ラジオドラマ『星界の戦旗IV』のみ）
帝国宰相。地上世界出身の男性。帝国暦958年に前任の帝国宰相シドリュアの急死を受けて、使節庁長官から昇格した。
4ヶ国連合による帝都侵攻直前に提案された、ハニア連邦大使ティン・クイハンの案には、成功すれば帝国軍の犠牲者を大幅に軽減できるとして積極的だった。ただし当時の皇帝マージュからは『人類を統一した国家の宰相』になりたいのではないかと推測されていた。計画の検討段階においても、アーヴ帝国が帝都の防備を薄くしたとしても、ハニア連邦軍が帝都を陥とすには、それと引き換えに自国領域の大半（ほぼ全て）を犠牲にしなくてはならなくなるため、侵攻は無いと発言していた。4ヶ国連合のクリューヴ王国侵攻によりティンの案が破綻し、帝都陥落が決定的となった際には、自分の至らない進言のせいだとラマージュに謝罪。それに対してラマージュは全ての責任は自分にあると答えたため、引き続き宰相として遷都に伴い激務にあたることとなる。
ブラーシュがハニア連邦の吸収を強く主張したことが、帝都陥落に大きく関係しているのは事実だが、事態の展開はブラーシュはおろかアーヴ帝国側の想定をはるかに超えていたと言える。アーヴ帝国側は、ハニア連邦軍が侵攻してくる事態は想定していたが、実際には、ハニア連邦領に密かに移動していた4ヶ国連合の主力艦隊（大半は人類統合体平和維持軍）が侵攻している。これに対処するには、軍令長官ファラムンシュの進言通りにしたとしても兵力は十分でなく、「希望を見いだすことができる」という程度であった。
シドリュア・ボルジュ＝シド・シーズ
声 - 徳弘夏生
ブラーシュの前任の帝国宰相。帝国公爵。アファレーシュ伯国の惑星セーバ出身の男性。故人。子供はシドリュア・ボルジュ＝シド・セールの他に娘がいる。目覚しい功績をあげて子爵領を貰い、引退後は惑星を育ててみたいと思っていたが、帝国暦958年に急逝したため叶わぬ夢となった。葬儀は帝国葬祭殿で行われた（これは国葬級の待遇である）。花壇を丹精するのが趣味だった。ハニア連邦のグェン大使に、帝国のありようについて「近代という暴龍を地上世界に閉じ込めるもの」と述べていた。地上人であり、年を取ったことから、「行政府は地上人にとっては天国」と発言するなど生粋のアーヴに対して複雑な感情を垣間見せた。
スーズリュア・ボルジュ＝ゴシュル・ソート
遷都計画官。地上世界出身者。4ヶ国連合の帝都侵攻を受けて、ラマージュのもとバルケー王国のソトリュール鎮守府への遷都を実行に移した。
フェスファ
筆頭遷都計画官補。スーズリュアがソトリュールに向かった後、帝都で遷都計画の業務を指揮した。
バロズ
使節庁参事官。地上世界出身者。
イェステーシュ
声 - 川田紳司
宰相府財務総監部の調査使。予備役主計百翔長。薄藍色の髪をしていて、職務に忠実な官僚。ハイド伯国の再占領後、調査のためジントに同行してボークビルシュに乗り込む。

## 帝国内の各星系

### ハイド伯国

#### ハイド伯爵家
リン・スューヌ＝ロク・ハイド伯爵（ドリュー・ハイダル）・ローシュ
声 - 田中秀幸 / 森田順平（ラジオドラマ星界の断章『併呑』のみ）
初代ハイド伯爵。ジントの父親。故人。惑星マルティーニュの生まれで、地上での名前はロック・リン。
親友のティル・コリントを秘書として、ハイド星系議会議員を経て政府主席となる。帝国暦935年に妻を亡くし、息子の養育をコリント夫妻に依頼する。帝国暦945年、星界軍流砂艦隊の侵略を受け、主権放棄。初代ハイド伯爵となる。帝国暦952年、ハイド伯国の3ヵ国連合占領後、処刑された。
ハイド門から来襲した星界軍に対し、抵抗するのではなく「帝国の邦国となる代わりに、自らが領主になる」ことを認めさせる。これは、星系住民には極めて卑怯な行為と受け止められ「裏切り者の売国奴」との謗りを受けることとなった。さらに、この件に関してはごく一部の議員にのみ（秘書のティルにすら話さなかった）話して内諾を得ていたこと、叙爵の見返りとしてマーティンの対宇宙防衛システムの制御権を引き渡したことも致命的となった。地上世界出身者が貴族にまで登りつめることはままあるが、領民や国民が士族を経て叙爵されるのが普通であり、帝国外の人間がいきなり貴族となった極めて珍しい例。
ロックの行為は裏切りではあるが法的に正当なものであり罰することは出来ないため、星系政府の議会から特別立法までされた上で処刑される。降伏後は、定期的な通信をした以外、ジントと再会することなく世を去った。
本編では一度も台詞が登場せず（アニメのわずかな台詞はオリジナル）、降伏の過程やハイド伯国の統治状況などは不明な点が多いが、星系市民の反アーヴ感情のため軌道塔の完成を見ることはなかった。ジントの言によれば、地球とは別個に進化したマルティーニュの生態系を極めて貴重な資源とみなしており、有効に活用すればハイド伯国は豊かになるだろうと考えていた。しかし、帝国貴族が領主になればその富は独占され、星系市民には行き渡らないと考えて、ハイド星系市民が領主となって交易に携わらなければならないと主張していた。後にジントが領民政府と交わした条約により彼の目論見はほぼ達成される。
ロックは、本来は領主に選ばれた後、直ちに辞任して星系議会に領主任命権を委譲し、星系市民から領主を選出するつもりであった。しかし、ドゥサーニュから、領主になれるのは帝国貴族のみだと拒否され、市民から負託を受けている以上無慈悲な支配者を受け入れるわけにはいかない、と抵抗の姿勢を見せる。しかしドゥサーニュはロックのマーティンに対する誇りを見て少し心を動かされ、ハイド伯爵位は世襲とすること、自分が指名する人間を家臣として雇用すること、降伏後に一緒に帝都へ行くこと、の3つの条件を受け入れれば、ロックをハイド伯爵とするよう皇帝ラマージュに進言すると提案。ロックは条件を受諾し降伏を選択し、ラマージュもこれを認めた。
スオッシュ
声 - 千々和竜策（ラジオドラマのみ）
マルティーニュの領民政府が指名したハイド伯国の代官。ロックとは知り合いで幼いころのジントにも会ったことがある。取り決めによりマルティーニュに近づけず、伯国内の長期滞在も許されないジントに代わり、軌道城館で領主の職務を代行する。ディアーホの仔のうち純白の仔を引き取って育てている。
パーヴェリュア
声 - 小西克幸 （『星界の戦旗I』）/ 江川央生（『星界の戦旗II』以降）
ハイド伯爵家家臣。もと軍匠科従士長。地上世界出身者で本名はアントン・パーヴロヴィチ・フセイノフであり、「パーヴェリュア」という名前は星界軍に入る際にアーヴ風の名前に改名する必要があると誤解してつけたものである。優秀なエンジニアで、反応炉が専門。決断が遅い傾向がある。
帝国暦955年に軍匠従士長として突撃艦バースロイルに着任。帝国暦956年に星界軍を退役。ハイド伯爵家家臣となる。
サムソンとはバースロイルに配属される以前からの付き合いで、慕っている。バースロイルに配属されるときはサムソンに部下として呼んでくれるよう頼んでいたし、伯爵家の家臣となったのも、サムソンと働きたかったのが主な理由だった。また、サムソンが士族になるべきかどうかで悩んでいたときに、身分なんて服みたいなものだから自由に着替えればいいと助言した。
アプティック門防衛戦の際に負傷して爆発寸前の艦に取り残されるが、自力で救命ポッドを発射させて脱出した。助けに来たジントに無駄足を踏ませたことになるが、結果としてジントとラフィールの絆を深めるのに一役買っている。

#### セールナイ商会
フェグダクペ・セールナイ
声 - 大谷育江
セールナイ商会会長。フリーザ伯国出身の女性。アーヴ語に訛りがあり「音楽的」と評される。真空作業の免許を持っているが、真空溶接は苦手。
幼い頃から国民になることが夢だったが、軍人になる気はなくフェブダーシュ男爵クロワールの家臣となった。クロワールのもとで教育を受け真空作業の免許を取得、燃料槽の整備点検を担当していた。帝国暦952年、男爵領におけるラフィールの反乱に加担。クロワールの死後、グレーダ、アルサとともに帝都でセールナイ商会を立ち上げ、会長となる。帝国暦956年、ラフィールの紹介によりハイド伯国に向かう。
男爵領における反乱の際は最初にラフィールに味方した。もともとアーヴに対する強い憧憬があり、この時の体験と相まって以降ラフィールを崇拝するようになる。原作ではサムソンが推察しただけだが、アニメ版『星界の戦旗III』においては本当に王女親衛隊結成を企てた。また、セールナイ商会設立資金はクリューヴ王家からの援助によるもの。ジントの臨時秘書を務めた際に才能があると評された。
フェグダクペ・グレーダ
声 - 内川藍維
地上出身の女性。周囲からは自分から意思を表さない小心者と思われていたが、男爵領での紛争中に他人に命令を下す快感に目覚めた。フェブダーシュ男爵家の家臣だったときは家政室主任家士で、アルサの上司だった。
星界の断章『訣別』に登場するハンナ・デリーズの後身。息子のヴィンの育児方針について夫のゲオと対立。裁判に破れ親権を夫に取られたため、故郷を離れ帝国国民になる道を選んだ。この際に決めたグレーダという名前は、ヴィンに読み聞かせていた絵本の主人公から取られている。
フェグダクペ・アルサ
声 - 杉本ゆう（アニメ） / 本井えみ（ドラマCD）
地上出身の女性。セールナイとはフェブダーシュ男爵家の家臣だった時代から仲が良い。完璧を期してやりすぎてしまう傾向がある。フェブダーシュ男爵家の家臣だったときは家政室家士で、グレーダの部下だった。

#### 惑星マルティーニュ
ティル・コリント
声 - 鈴木英一郎
マルティーニュ領民代表。ジントの育ての親でリナの夫。痩身で背が高く、成人としても歩幅が大きい。浅黒く精悍な顔をしている。
帝国暦935年、妻を亡くしたロック・リンの頼みでジントの養育を引き受ける。帝国暦945年のハイド星系降伏後、反帝運動の指導者的存在として活動。帝国暦952年、ハイド伯国の3ヵ国連合占領後、星系首相に就任。帝国暦956年、ハイド伯国の再占領後独立を要求し抵抗するが、ジントと会談し主権放棄に合意、領民代表となる。
ロックとはジントが生まれる以前からの親友で、彼が議員だったころから秘書を務めていた。ロックの行った取引に激怒していたが、これは取引の内容に加え、親友である自分に相談なく降伏を決めた行為が個人的な裏切りであると感じたことも彼の怒りに拍車をかけていた。そのためか、ジントに対しても半ば八つ当たり的に冷たい態度を取っていた。だが、ロックに対して怒りは感じていても恨んでいるわけではなく、処刑に強く反対し密かに逃そうとしたらしい。後にジントと会談した際には「降伏は仕方がないにしても、貴族になったのは間違い、だが間違いを犯しても親友は親友だ」と発言している。また、ジントに対してもかつて取った態度を謝罪していた。最後の会見では条約の署名直前まで亡命するよう強く勧めていた。
リナ・コリント
声 - 細野雅世
ティルの妻。幼い頃に母を亡くしたジントの母代わりで、優しい性格。灰褐色のウェーブがかった髪。瞳は碧色。ジントにマーティンに帰ってきてほしがっていたが、「領主としての責任があるからよりも、恋人が出来たから帰れないというほうがわかりやすくていい」とも発言している。ジントとの最後の会見では、彼の大好物である手製のメロン・オー・シューとクィンズ・ベルを持参し、今生の別れを惜しんだ。
ハイド
恒星間移民船レイフ・エリクスンの初代船長。恒星ハイドの名は彼に由来する。
マーティン
入植開始時のレイフ・エリクスンの船長。惑星マーティンの名は彼に由来する。

### レトパーニュ大公国
※ レトパーニュ大公爵家のみ
スポール・アロン＝セクパト・レトパーニュ大公爵（ニーフ・レトパン）・キネージュ
ジムリュアの乱当時のレトパーニュ大公爵。千翔長で地上軍第1機動軍団附属輸送戦隊司令官だった時代にジムリュアの部下だった。その縁で自らの予備役編入記念の宴に彼女を招いたことがジムリュアの乱の遠因となってしまう。レトパーニュ大公国に侵略してきた反乱軍を撃退した後、ジムリュアに対して第4惑星ソネージュに降下するよう提案した。
スポール・アロン＝セクパト・レトパーニュ大公爵（ニーフ・レトパン）・アセーヌ
ペネージュの母親。星界の断章『君臨』時点では大公爵だが、本編ではペネージュが爵位を継いでいる。娘と同じく起床後6時間は固形物を口にしない。
娘が12歳になるまでは領主の仕事を代官に任せて、教育に専念していた。レトパーニュ大公爵家には後継者が16歳になると、試験として仮初の統治を行う慣わしがあり、ペネージュが16歳になったとたんに試験を実施したあたり、ややせっかちな性格のようである。
家宰
本名不明。地上世界出身者。40年にわたり大公爵家に仕えており、家政と事業を完全に把握している。骨の髄まで無神論者。彼本来のものか朱に染まったのかは不明だが、若き日のペネージュを完全にやり込めてしまうほどに口が達者（ペネージュ曰く陰険）。
オーヴォス
サニャイコス
ペネージュの寝室に住んでいる金色烏。

### スファグノーフ侯国

#### スファグノーフ侯爵家
スファグノーフ侯爵
本名不明。帝国歴952年当時のスファグノーフ侯爵。公女が2人いて、長女は8歳。人類統合体の侵略により捕虜となった際に、統合体の艦艇から星界軍に対して降伏勧告をさせられた。スポールからは嫌な奴とおもわれている。スファグノーフ門沖会戦後に星界軍により救出される。
ソスィエ・アロン＝サイラル・スファグノーフ侯爵公子（ヤルルーク・レーバル・スファグノム）・リュトレー
外伝に登場。スポールが翔士修技生当時のスファグノーフ侯爵公子で、スポールの同級生。アブリアル伯国クラベール・ソスでの訓練において帝国旗の掲揚式と降納式を執り行う衛旗士をスポールと共に務めるが、彼女の言動に振り回される。本人は爵位を継ぐ気が無く、弟が継げばよいと思っていた。前項のスファグノーフ侯爵と同一人物なのか、あるいは弟に侯爵の座を譲って公子なのかは本編において未だ不明。
ソスィエ・ウェフ＝サイラル・ダグレー
初代スファグノーフ子爵。士族の出だが、ヤクティア戦役で艦隊司令長官として大功を樹て、帝国暦648年にスファグノーフ子爵号を叙爵。
ディスクレー
第二代スファグノーフ子爵。男性。すでに惑星クラスビュールの可住化は完了していたが、入植を行わなかった。その理由は不明。
エトレー
初代スファグノーフ伯爵。無人だったクラスビュールに入植を開始して、 帝国暦729年に伯爵に叙された。

#### 惑星クラスビュール
キンディ
帝国暦952年当時のクラスビュール領民代表。自由党員。

##### 反帝国クラスビュール戦線
※ 以下は全て帝国暦952年当時の反帝国クラスビュール戦線グゾーニュ細胞の構成員。いずれもラフィールたちに協力した結果、帝国暦952年頃に士族に叙され、帝国暦955年当時は軽輸送艦クラスビュールに乗って働いている。
マルカ
声 - 日野由利加
グゾーニュ細胞の指導者。黒い髪と眉、目鼻立ちのすっきりした顔立ちで、褐色に日焼けした肌の女性。帝国暦952年当時に30代初めで、夫と娘がいるが自らの立場は隠している。アーヴ語を流暢に話せる。
領主の存在を拒否し、自前の宇宙船で交易や探検をする権利を求めて反帝活動をしている。独立の為には段階を踏む必要があるという考えから宇宙船を欲しがっていたが、ラフィールたちの素性を知ったときには独立が手に入るかもしれないと色めきたっていた。士族となって後は夫や子供と離れていて、自らが思い描いていた私有船を自由に操船することも出来ないため、かなり不満気だった。
葬儀屋
声 - 高木渉
本名不明。グゾーニュ市のグゾーニュ葬儀場に勤めていることから「葬儀屋」と呼ばれている。小男で、よく不平不満と茨に飛び込んだ男の話を口にする。マルカによると「物事をややこしくする名人」。訛りはあるもののアーヴ語を喋ることが出来る。
ジントとラフィールに何度も振り回されていたが、2人を「棺桶」を使って宇宙へと逃がす時には存分に復讐していた。クラスビュール船内では諦観に囚われているように酒を飲んでいた。原作では、ラフィールたちを自宅で休憩させたがアニメ化の際はカットされた。
ミン・クルサップ
声 - 世田壱恵
親から貰った名前は気に入らないので、姓の方を名乗っているらしい。原作とアニメ版とでは容姿が異なる。原作では剃った頭（もとは青い髪だったが占領時に統合体軍に剃られた）と、左右を赤と黄色に塗り分けた口髭が特徴。アニメ版では口髭は普通となっている。軍事オタクで、逃走中に自作の感知地雷を人類統合体平和維持軍に対し使用した。
領主の追放と帝国からの分離独立を掲げる独立党の元党員で上級幹部だったが、帝国暦949年に離党した。マルカとは違い一気に独立を手にするべきだと主張していた。後に、お飾りの船主になったことを嘆く仲間たちとは異なり、「帝国の船で反帝運動の資金を稼ぐ」という滑稽な状況を楽しんでいた。
ビル
声 - 久賀健治
短く刈った髪を黄色に染めた青年。「飛ばし屋ビル」と呼ばれており、輸送車の運転手が本業。自家用車の安全装置を取り外している。同年代ということもあってか、何かとジントに突っかかっていた。漫画版では自己紹介を省略されてしまう。
ダスワニ
声 - 天田真人
黒い肌でがっちりした体格の大男で、非常に無口。傷の応急手当と鍵盤入力が得意。

##### ルーヌ・ビーガ市警察
エントリュア・レイ
声 - 石塚運昇
犯罪捜査部の警部で、地元では名士として知られている。褐色の肌が特徴。精神沈静作用のある煙草を愛用している。5代前の先祖が星界軍の従士のため、アーヴ風の姓を名乗る。娘がいて、結婚相手をぶっ飛ばしてみたいと考えている。
共和党支持者だが、キンディ議長のことは「自由党員にしてはいいやつ」と評した。アニメ版と漫画版とでは容姿が異なる。アニメ版は無精ひげを生やし、痩せ型で長身、帽子をかぶっていた。漫画版ではわずかに口髭を生やし、小柄な体型だが眼光の鋭い顔つきであった。警察官としての矜持を持ち、警察官としての正義を貫き通す。そしてそれは、占領軍相手でも一歩も譲らなかった。
他のクラスビュール市民同様に支配者が帝国でも統合体でも関係ないと考えていたが、平和維持軍の横暴さやを目の当たりにし、その一員であるカイトに喫煙嗜好を否定されたことから、彼が言うところの「反動的な奴隷民主主義者」となり、スファグノーフ侯爵家に仕える友人が拘束されたことも拍車を掛けた。そのため、カイトの命令に対しては消極的に抵抗する一方、彼自身の被差別的境遇に対しては同情的であった。帝国歴955年にスィトゥール捕虜収容所にいるカイトからの手紙を受け取っている。
アイザン
声 - 小室正幸
警察管理官。本質的には小心者で、議会の顔色をうかがうあまり、警察の予算削減に血道を上げている。そのためにエントリュアをはじめとする現場の警察官たちからは嫌われていたが、反して市民の支持率は高く（ルーヌ・ビーガ市では、警察管理官は選挙で選ばれる）、12年にわたり管理官を務めていた。統合体の撤退後は、彼らに迎合したことが災いして支持率が低下し、帝国暦955年の選挙で敗北した。
バクーニン
犯罪捜査部の警部補。3年越しの強盗殺人事件や、ジントたちによる浮揚車強奪事件を担当していた。
キュア
声 - 加瀬康之
犯罪捜査部の巡査部長。
ラマシュディ
犯罪捜査部の巡査部長。
コンドリン
犯罪捜査部の警察官。

### ヴォーラーシュ伯国

#### ヴォーラーシュ伯爵家
エミュール・アロン＝ボスキュカル・ヴォーラーシュ伯爵（ドリュー・ヴォーラク）・フィスキューク
帝国暦952年当時のヴォーラーシュ伯爵。3ヵ国連合侵攻時に行方不明となり、帝国暦956年現在で家族ともども消息不明。
エミュール・ウェフ＝ケルデル・デリュズ
ヴォーラーシュ伯国の代官。ヴォーラーシュ伯爵と同じエミュール氏出身の女性。行方不明の伯爵に代わり、軌道城館に住み職務を代行する。帝国暦956年にイェステーシュの要請を受けジントとラフィールを城館に迎えた。

#### 惑星デルクトゥー
クー・ドゥリン
声 - 松野太紀
デルクトゥーの領民。西ブーキク・ミンチウ団でジントと出会い、親友となる。黒い短髪に、蒼い瞳。気さくで明るい性格。自称「狂信的異性愛原理主義過激派」。ありふれた名前らしく同姓同名が3万人ほどいる。
ミンチウ団の中では、唯一ジントを見送りに来た。この際に貴族としての立場に悩むジントに、「領主なんて、ようは家業なんだから自分のことだけを考えて決めればいい」と言って励ました。また、もし貴族籍を離脱して領民として生きるなら叔父の会社を紹介すると提案した。
3ヵ国連合による占領時に人類統合体の公用語リクパルの勉強をしたが、すぐに断念した。また、もともと宿命遺伝子を持つアーヴに対して疑念を持っていて、人類統合体による「アーヴは機械の部品である」という宣伝の影響でアーヴを嫌うようになった。
会社経営者だった父を伯父（父の実の兄）に殺害されていて、終身刑となった伯父を激しく憎んでいる。このことは彼がアーヴに疑念を持つに至った一因である。現在この会社は叔父（父の実の弟）が経営していて、彼も勤めている。目下の悩みは、自分がまだ相応の知識を身につけていないのに、親戚を大事にしすぎる叔父が責任ある地位を押し付けてくることである。
ジントがデルクトゥーを再訪した際に家臣の誘いを受けたが、前述の疑念を話して断った。ただし、それで友人関係が壊れたわけではない。また、近いうちに独立を考えているので共同経営者としてならいつでも歓迎すると話した。なおこの際に、ディアーホの仔のうち縞模様の仔を引き取って育てている。
マイン・タクリス
ジントやドゥリンと同じ西ブーキク・ミンチウ団に所属していた少年。所有している｢記憶片｣の内容から特殊な性嗜好の持ち主であることが窺い知れる。
ミルン・ディステル
帝国暦951年当時は西ブーキク・ミンチウ団の最年少団員。ドゥリンによると現在は酒豪らしい。

### アプティック伯国
※ 惑星アプティックIIIのみ。
マクリット・タラス
声 - 堀部隆一
アプティックIIIの領民代表。帝国暦955年当時のアプティック星系首相で、後の選挙のことを考え星界軍に降伏勧告を出してもらえるように策を弄するが、スポールやドゥサーニュに軽くあしらわれて徒労に終わる（結局は、降伏勧告を受けたと星系市民に虚偽の情報を流した）。結局アプティック門沖会戦後に自ら降伏を申し入れ、領主代行のラフィールにより領民代表に承認される。アニメ版では、リムジンに乗っていたところプラカードを持った市民に取り囲まれる。さらに、側近に飲み物を勧められた際に手で払いのけ、暗殺を恐れている様に描写されている。
サプ・リクフェスト
アプティック星系評議会議長。
ユーナ・ファジルス
アプティック星系最高判事会議長。

### ロブナス伯国
※ 惑星ロブナスIIのみ

#### 刑務官
ゲオル・メイディーン
声 - 有本欽隆（アニメ） / 小山武宏（ラジオドラマ）
元ロブナスII領民代表。故人。ロブナスIIの行政長官兼ロブナス矯正施設長。原作とアニメ版で容姿が異なる。原作では頭髪の全くない初老の男性と記述されるが、アニメ版では中年で、髪の毛があった。帝国暦954年頃に行政長官に就任。帝国のロブナス星系占領にともない、領民代表として領主代行のラフィールらと交渉に当たる。人類統合体軍撤退による治安悪化に鑑み、刑務官たちの他星系への移住を希望。彼らと女性囚の移送が最終段階になった直後、麻薬中毒だった刑務官の裏切りに遭い、ドクフーとアンガスンに捕らえられてドクフーにより殺害される。人類統合体の官僚であるにもかかわらず、ジントを生粋のアーヴと間違えるなどアーヴに関する知識に疎く、差別意識もほとんど持っていなかった。
トマソフ
声 - 千葉一伸
メイディーン記念保安団長。もとロブナス矯正施設武装刑務官長で、メイディーンが提出した領民代表候補リストにより、メイディーンの死後領民代表に就任して刑務官らの移送手続きを完了させた。移住後にラフィールが保証人となって発行した証券を用いた借入金により元刑務官らと傭兵団メイディーン記念保安団を立ち上げた。そのラフィールからの依頼で、反乱に巻き込まれ行方不明となったジントの捜索のためロブナスIIに舞い戻り、見事救出に成功した。
ケニー
第28号門衛所主任。囚人たちの反乱に巻きこまれ死亡したと思われる。
ラナ・ファズン
声 - 湯屋敦子
配給隊責任者。女性。

#### 元囚人
ミケ・アンガスン
声 - 梁田清之
ロブナスII東部矯正区代表。男性で子供が5人いる。険しい目つきと逞しい体格が特徴。粗暴だが卑怯な行為は嫌う。なんらかの神を信仰していて、原理主義的価値観に基づいて行動しているが、それゆえに他人の迷惑を考えない。本人曰く「子供が好き」だが、会えないから新しい子供が欲しいという理由で女性囚人の国外退去を妨害するために反乱を起こす。だが、ジントを盾にラフィールらを脅迫した後、手下に見捨てられ行方不明となる。アニメ版では波打ち際で死亡した姿が描写されている。
ユーリー・ドクフー
声 - 楠大典（アニメ） / 大友龍三郎（ラジオドラマ）
ロブナスII中央矯正区代表。どことなくこずるそうな外見をした男性。反乱後にメイディーンを殺害するが、ラフィールらの脅迫に恐れをなしたのが元でアンガスンの部下に射殺された。実はロブナスIIで密造される麻薬に溺れており、星を離れるという選択を取れない。中央矯正区の住人は不妊処置を受けているため、東西矯正区の住人に社会を維持させようとしていた。
ララ・ベイ・シャンガル
声 - 篠原恵美（アニメ） / 幸田直子（ラジオドラマ）
ロブナスII西部矯正区代表。中年にさしかかった女性（アニメ版では若い女性として登場）。彼女含めて西部矯正区の住人は犯罪に手を染めた過程で男性から何らかの被害を受けた者が多く、男という物を認めていない。ドクフーからの提案に対しては断固拒否の姿勢を見せ、女性囚人を引き連れて星系外へ移住した。
ジャン
ロブナス矯正施設の囚人。廃墟内に隠れていたジントの持つ頭環と食料を交換する取引をした。その後何らかの理由で死亡した。連れらしき女性を含めて麻薬中毒者だった模様。

### フェゼール伯国
※ 惑星ガーフェウのみ。星界の断章『夜想』に登場。
ゲンゼーロ
ソバーシュが現地で雇った案内人。
アディーノ
ガーフェウの首都ポルト・ベルダの少年。マヴィーノのファンでよく気が利く。とある理由から真空世界を旅したがっておりソバーシュに付き纏っている。
マヴィーノ
音楽家。彼の作品は幾つかの地上世界で人気があり、フェゼール伯国外に名を知られている唯一の領民。
エリザベート
マヴィーノの代理人。

### フェブダーシュ男爵領

#### フェブダーシュ男爵家
※ ロイについてはリンク先を参照。
アトスリュア・スューヌ＝アトス・フェブダーシュ男爵（リューフ・フェブダク）・クロワール
声 - 子安武人
第3代フェブダーシュ男爵。星界軍予備役十翔長。スルーフの息子で、ロイの兄。帝国暦952年没。青色の髪と切れ長の目、冷笑的な口元で頭が肩幅に比べてやや大きい。自分の価値観を他人に押し付けるきらいがある。スルーフ曰く「劣等感の塊」で、地上人の男を毛嫌いしている。父を監禁し、自分以外のアーヴと会わないように引き篭もり、自分を崇拝する地上人の女性だけで家臣を固めていた。緊張すると食欲がなくなる。ロイによると好物はセムリューシュ伯国産の林檎酒、海亀の羹、梨の糖蜜煮。犬が好きだが、「アーヴには猫がふさわしい」という考えから猫を飼っていた。
自分の領地を守るという口実のもと、燃料補給のために男爵領に立ち寄ったジントとラフィールを足止めする。日課として乗っていた武装交通艇「フェブダーシュの淑女」号でラフィールとの戦闘に臨み、敗北、死亡。同船は銀河中心核に向かって慣性航行しているが、遺書には亡骸を銀河の外に向けて流して欲しい旨を書いていた。
アトスリュア・スューヌ＝アトス・フェブダーシュ前男爵（リューフ・レカ・フェブダク）・スルーフ
声 - 麦人
第2代フェブダーシュ男爵。クロワールとロイの父親。白髪とがっちりした体格が特徴。遺伝形質は地上人のものだが地上世界の出身ではない（母が従士の時にラクファカールに生まれた）。穏和で飄々とした好々爺だが、娘からは韜晦趣味があると評される。ジントを「少年」と呼ぶ。
もと造船翔士であり、居住区間であるフェブダーシュ男爵城館を自ら設計した。クロワールにより城館内の一室に監禁されていた。同じ部屋に監禁されたジントとともに、ラフィールにより救出された。クロワールの死後男爵領の統治者に復帰する。スファグノーフ沖会戦後、男爵領が人類統合体が侵攻の足がかりとしたケイシュ193門（現在のバスコットン門）に最も近かったため、トライフ艦隊により家臣たちとともに帝都へ護送され、男爵家帝都城館に住んでいた。帝国暦958年の帝都侵攻に際し、ロイ、ジントに別れを告げた後、帝都防衛団の一員として帝都城館を使用して参戦。旧友2人とともに戦死。
初代フェブダーシュ男爵
本名不明。惑星ディ・ラプランス出身の女性。スルーフの母親。故郷が人口過剰で、家庭の事情もあって星界軍に志願し、掌兵科従士となる。その後結婚しスルーフを出産する。造兵修技館に入学するが卒業までに離婚している。造兵修技館卒業後、造兵翔士となる。後に技術元帥に昇進し、艦政本部長官に就任。退役後、帝国暦906年頃フェブダーシュ男爵に叙爵。男爵領で育てていた孫のクロワールとロイが長じてラクファカールへ行った直後に男爵領で生涯を閉じた（時期不明）。

##### 家臣
※ セールナイ、アルサ、グレーダについてはセールナイ商会を参照。以下はいずれも地上人女性でクロワールの愛人。彼女たちはクロワールが死亡した帝国歴952年にスルーフと共に帝都へ護送されて以降記述がない。
フェグダクペ・ムイニーシュ
声 - 金月真美
管制室主任家士。
フェグダクペ・クファスピア
声 - 大原さやか（アニメ） / 川上とも子（ドラマCD）
クロワールの愛人であることを自慢することが多かったため、他の家臣からは嫌われていた。
フェグダクペ・セムネ
声 - 斎賀みつき
給仕担当。
フェグダクペ・ベルサ
声 - 田村真紀
男爵館での紛争時に臨時戦闘部隊長となった。
フェグダクペ・ルルネ
声 - 豊島まさみ
給仕担当。
フェグダクペ・クニューサ
衣裳係。

### アブリアル伯国

#### 帝宮
エーフ・ウェフ＝ガクロル・公子・ガクラーシュ
忘れじの広間管理官。

#### クリューヴ王宮
スローギア
クリューヴ王家第1王女付き侍女長。一等勲爵士。ラフィールにとって乳母に近い存在であり、彼女にとっては碌に会ったこともない皇族より序列が高い。

#### エクリュア館・コリュア館
コリュア一族とエクリュア一族は千年ほど前の遠い祖先が同一で、空色の髪と瞳という家徴も共通している。（ただし色の濃淡が微妙に異なり、一族ではエクリュア色・コリュア色と読び識別する。）

エクリュア・ウェフ＝トリュズ・ナース
ノールの父。退役翔士であり、最終位階は後衛翔士。交易者志向の強いエクリュア一族の中でも変わり者で、交易船に誕生前の娘を人工子宮ごと乗せ、娘が5歳になるまではひとりきりで育てた。帝国暦958年の帝都侵攻に際し、帝都防衛団の一員としてエクリュア館を使用して参戦。戦死したものと思われる。
スカーシュ
星界の断章『童戯』時点ではエクリュア館の無重力庭園で最年長の少年。星界の断章『童友』時点（帝国暦955年）では前衛翔士。
エクリュア・ウェフ＝グルズ・サイゼ
ノールより年下の少女で、ことあるごとにノールに対抗しようとする。
エクリュア・ウェフ＝アリュス・サフォール
まだ幼い子供で、ノールの背中にしがみついて寝ていた。
コリュア・ウェフ＝ボーザク・コンサ
ナースのかつての想人でノールの遺伝子提供者。コリュアらしく軍士志向が強く、帝国暦958年時点では千翔長。
コリュア・ウェフ＝クナペム・サグゼール
コリュアの少年。ノールに好意を持っている。『童友』時点では後衛翔士で、戦列艦から巡察艦に配置換えになっている。
コリュア・ウェフ＝クナペム・サガージュ
サグゼールの妹でノールの幼なじみの1人。修技館ではすこぶる成績がよく、10万人を超える訓練生の中で首席を争うほどだった。
カノーシュ
コリュアの男性。

#### 調査船ムークルソージュ
星界の断章『接触』に登場。
ボーニャス・ウェフ＝ホドギュラル・アルペーシュ
船長。「門」の調査を請け負って航路庁から報酬を得る「探査屋」を営む。ゴキュート星系の命名者。帝国暦945年（マーティン着陸暦172年第1季57日）、未探査の「門」探査中に偶然からハイド星系を発見した。自分は外交官ではないことを理由に、ロック・リンからの交信要請を無視して惑星マーティンの探査のみ行い、ヴォーラーシュ伯国へ帰還後帝国に報告する。
アテーフ・ウェフ＝ラソル・トルージュ
船員。面接の翌日に子供が生まれる予定だったにもかかわらず、訊かれなかったからという理由で「子どもはいない」と言ったあたり、やや常識知らずなところがある。大変な親馬鹿。
アテーフ・ウェフ＝ラソル・テーレ
トルージュの息子。帝国暦945年生まれ。ゴキュート星系の3惑星にそれぞれアー、ダー、ブーと名付けた（ということになっている）。彼が偶然に示した「閉じた門」こそ、ハイド星系に通じるハイド門であった。

#### 帝国商船団
レムフェーク
商船団本部で配船官を務める女性。
ログドーニュ
声 - 熊野哲也
商船団員で、予備役の翔士でもある。ジントがハイド伯爵城館にするために購入した、元巡察艦ボークビルシュの船長を務めた。

#### アブリアル伯国・その他
ギュールボール
帝国暦949年当時のビュスゼール伯爵。
コセール
活発なアーヴの女性でペルポウコスの名手。フェブダーシュ男爵スルーフの想人でロイの遺伝子提供者。
ボードラズ
アーヴの男性でベルポウコス選手。
エンルーヴ
代官として自他共に認める有能な人間。初代ハイド伯国代官になるはずだったが、おそらくは初代ハイド伯のもとで家宰を務めたと思われる。藍色の目を持つ。他の家臣とともに現在生死不明。

### 帝国内の各星系・その他
ジェームス・ナルン
ベルザ大公国の惑星ザムスィア出身の男性。ジムリュアの父。アーヴ同様の遺伝子調整を受けており、不老長命で髪が青いが、空識覚器官は持たない。娘がアーヴになることに反対していた。

#### スキール王国
カセール伯爵
女性。帝都陥落後、ドゥヒール率いる赤啄木鳥艦隊により、家臣たちと共にカセール伯国から脱出。青灰色の髪を持ち、幼い容貌を持つが、ドゥヒールより年上。創設者が領民、国民、士族を経て貴族となったため"スューヌ"の姓称号を持ち、多様な地上世界から新たなアーヴが供給されることで帝国は活力を維持できる、と考えている。このため、アーヴとしては珍しく、惑星ドベーシュの領民と親交を持つ。
ソルゼーニュ男爵、ヌリゾ男爵
共に男性。カセール伯爵と共に、赤啄木鳥艦隊により所領から脱出した。

#### 惑星ミルケーズ
ゲオ・デリーズ
ハンナの夫でヴィンの父親。育児方針で妻と対立し離婚。裁判の後息子の親権を取得し育てている。
ヴィン・デリーズ
ゲオとハンナの息子。両親の離婚後はゲオのもとで育てられている。
ジュリ・コーエン
第83地区担当市民間紛争審判官。女性。
サーリン
星界軍募集事務所に勤務する従士。男性。

## 4ヵ国連合

### 人類統合体
サンプル・サンガリーニ
声 - 小山武宏
開戦当時帝国に派遣されていた大使。人類統合体で最も経験を積んだ外交官を自称していた。
フィッツダビド
中央評議会議員。正確な時期は不明だが評議会でアーヴについての演説をした（『星界の紋章II』冒頭に一部が収録されている）。

#### 平和維持軍
カルツェン
駆逐宇宙艦KEO3799艦長。階級は少佐。巡察艦ゴースロスとの戦闘で戦死。この大戦における最初の死者として記録される。
カイト
声 - 池水通洋
憲兵大尉。遺伝子改造を施されたシレジア不老族の子孫のため、統合体では差別されている。見た目は20代だが、実際には49歳（帝国暦952年当時）。
同じ遺伝子改造体ながら、繁栄を謳歌し大帝国の支配種族となっているアーヴに対し、激しい妬みの感情を持っている。それゆえにラフィールとジントに対して過激な行動に出たため、エントリュアの怒りを買う。その後、エントリュアを捕虜扱いしてラフィールらを捕らえた暁には真っ先に射殺してやると発言していたが、「棺桶」で逃亡するラフィールらを見て泣きながら鬱屈した感情を爆発させた。帝国歴955年にウェスコー王国のスィトゥール捕虜収容所からエントリュアに手紙を送っている。
エントリュア曰く、「積極的な善人」。悪意なく他人を混乱させ不幸にできる、迷惑な人物と評された。
アランガ
声 - 長嶝高士
スファグノーフ派遣地上軍団RC管区憲兵隊の憲兵少佐。帝国暦952年没。ミンを逮捕しようとしたため、同行していたラフィールと戦闘になり、死亡する。
ムハメドフ
スファグノーフ派遣地上軍団RC管区憲兵隊の憲兵中尉。
スリート
スファグノーフ派遣地上軍団の大尉。ミンたちを追跡するために編成された歩兵3個小隊の指揮官。

### ハニア連邦
ティン・クイハン
声 - 千々和竜策（ラジオドラマ『星界の戦旗IV』のみ）
帝国暦955年以降帝国に派遣されている大使。帝都ラクファカールに駐在。帝国歴958年、皇帝ラマージュに帝国との同盟を提案するも拒絶され、その後連邦が丸ごと帝国の傘下に入る案を打診する。その際、いくつかの重要星系の諸侯に連邦の有力者を任じること、自分たち降伏論者が住むために無人の居住可能惑星を1つ提供すること、そして服属星系を防衛すること、という条件を付けたため、ラマージュらはこの条件を受け入れるかどうかで悩むこととなる。ティンら和平派（地上派）は、激しい政治闘争の末に不利な立場に立たされていた。結局、ハニア連邦軍のクリューヴ王国侵攻にともない儀仗部隊により外交官特権の停止を告げられ、その後消息不明。
グェン・タウロン
声 - 長克巳
開戦当時帝国に派遣されていた大使。帝国暦955年に任期満了で離任し帰国した。アーヴ語を完璧に解するが、機械通訳を利用していた。アニメ版では、ターバンを着け、眼帯を付けた姿で登場する。離任前に当時の帝国宰相シドリュアと会談を行い、連邦内には「スーメイ人だけによる地上世界が維持できるのであれば、自らによる星間国家は必要ない」とする意見があることを紹介した。
ユー・ジーナ
連邦中央政府の「地上派」こと保守派が極秘裏に帝国の「第二方面艦隊」へ送っている秘密軍使の4代目。女性。
アム・リークン
秘密軍使の5代目。男性で、階級は大佐。ユーとの交代に伴い、同席したドゥヒールに、ラフィールが人民主権星系連合体へ進撃したことを耳打ちする。
アイ・ライネン
連邦宇宙軍の元帥で、「宇宙派」こと連合派の領袖。女性。人民主権星系連合体防衛のため派遣されるが、連合体の降伏後、元連合体のエミクーシ星系への救援艦隊を指揮している。戦闘の結果として連合派は彼女の部隊と同調者以外ほとんど残っていないと「地上派」からは目されている。

### 人民主権星系連合体
ジャネット・マカリ
声 - 鈴鹿千春
開戦当時帝国に派遣されていた大使。黒い顔をした訛りの強いアーヴ語を話す女性。連合体滅亡後に面識のあったラフィールと、特使として再会を果たした。
アルズ・アマニ
連合体大統領。主星系であるノヴ・キンシャス攻略戦に敗北したのに伴い、軍に降伏を命じる。そして、連合体最後の大統領として正式に帝国に降伏し、連合体を消滅させた。

### 拡大アルコント共和国
マリンバ・スーニー
開戦当時帝国に派遣されていた大使。女性。

## アーヴ猫
ディアーホ
由緒正しきアーヴ猫。母はザネリア。セルクルカとの間に子供が3匹いる。アーヴ語でクティロワルと呼ばれる茶トラの雄。
帝国暦952年にクリューヴ王宮で生まれる。すぐにラフィールからジントに譲られ、以降3年間は主計修技館で過ごす。帝国暦955年にジントと共に突撃艦バースロイルに移住。アプティック門沖会戦後にクリューヴ王宮に預けられる。帝国暦956年に元巡察艦ボークビルシュに乗り込み、ハイド伯国に赴いた後、再びクリューヴ王宮に預けられた。
ジントからは「あらゆることにかけてやる気がない」、ラフィールからは「節操がない」、エクリュアからは「猫にしてはまし」と人間からの評価はあまり芳しくない。
籠に入るのを厭わないが、風呂は嫌い。エクリュアに撫でられるのは好きだったが、かまいたがり過ぎることを煩わしいとも感じていた。ラフィールのそばは不安や恐怖から最も遠い場所だと思っている。ジントのことは頼りない同居人と思っているが、それなりに気に入っている。
バースロイル時代は電波発信機つきの首輪をつけさせられた。彼の存在は乗員たちにとって一服の清涼剤となっていた。セルクルカの子育て中、不用意に近づいて引っかかれ、ケガをしたことがある。
セルクルカ
クリューヴ王宮に住んでいる雌猫。全身が白く、顔の上半分としっぽが黒い。瞳は金色。帝国暦956年にディアーホとの間に、3匹の仔をもうけた。
仔猫たち
ディアーホとセルクルカの子。縞模様、真白、白黒の3匹が生まれ、白黒がラフィール、縞がクー・ドゥリン、白がスオッシュに引き取られた。このうち白黒の仔はリナと名付けられた。
ホーリア
クリューヴ王宮に住んでいる雌猫。ラフィールがドゥビュースの嘘で自身の遺伝子提供者であると信じ込まされたことがある。
ザネリア
クリューヴ王宮に住んでいる雌猫。ホーリアの娘で、ディアーホの母親。切り株状の尾を持つ。猫のくせにあまり毅然としたところがないらしい。

## 帝国暦前の人物

### 都市船アブリアル
タマユラ
アーヴが「原罪」を犯した時（帝国暦前973年頃）の女船王。アブリアルの祖。黝の髪と漆黒の瞳をしている。
アラビ
アーヴが原罪を犯した時の機関長。スポールの祖。
ウムリ
アーヴが原罪を犯した時の通信士。ルーの祖。
ミカユシ
アーヴが原罪を犯した時の観測士。ビボースの祖。
マニワ
アーヴが原罪を犯した時の整備士。エーフの祖。
アブリアル・ドゥロイ
帝国歴前120年頃の船王。カプラン星系の惑星ケディと交易した際、アーヴの出自を理由に交易を拒否され、同様の事態を防ぐためにカリュー氏に対して航行日誌から初期の部分を削除するように命じる。それに反発したカリュー氏の反乱を招いてしまい、結果としてそれまでの航行日誌のほとんどが失われてしまう。この事件は後世には「航行中の事故で記録が失われ、カリュー氏がバックアップを怠っていた為に正確な記録が存在しない」と伝えられている（つまりカリュー氏に罪が被せられている）。
カリュー・サティーシュ
ドゥロイの時代の記録長。カリュー氏族長でもある。
カリュー・ベポール
ドゥロイの時代の先任編纂士。カリュー氏族学校校長でもある。
アブリアル・ムイセーヌ
アブリアルとしては傍流の生まれ。航法部士官になるための訓練を受けている。
カリュー・エレーク
記録部士官になるための訓練を受けていて、将来記録長になることを期待されている。
ローフ・ライギア
演説好きな女性で、机の上に乗る癖がある。
ルー・ブレーシュ
連合学校でムイセーヌたちと同期の女性。
ビボース・リュムネ
恒星進化が専門の科学者。フーディニ理論の価値に気づき研究を始め、平面宇宙航法の可能性を発見する。
アブリアル・ドゥムイ
植民地開設船マアト・カー・ラーと邂逅した時の船王。ラムステュームの父。
アブリアル・ラムステューム
ドゥムイの娘でドゥネーの祖母。帝国暦前53年、「平面宇宙航行理論」の研究のために都市船アブリアルをとある星系（後のアブリアル伯国）に投錨させる。
ロビート・ボイガ
『来遊』の語り手。ドゥムイ委員会書記部の次席書記。
デールビセクス
大放浪時代の映像作家。地上世界の風景を写実的に再構成したことで知られる。フェブダーシュ男爵軌道城館に「高山（ガーフ・ラーカ）」という作品がある。

### 植民地開設船マアト・カー・ラー
星界の断章『蒐集』に登場。
アメニイ
船長。ヘルー・ネブー星系第3惑星ター・ネフェルティを人口爆発から救うために旅をしている。
ウセレトヘテプ
副長。ター・ネフェルティの人々が信じる宗教の篤信者で、船内の綱紀粛正の責任者でもある。
アフメド
航法士。優秀だが船中に知られた専門馬鹿であまり物を知らない。
ネケト
機関士。
ナディン
最年長の乗員。
ウルバン
船内で赤ん坊を出産している。

### 帝国暦前の人物・その他
ナディア・フーディニ
アディーブ星系の惑星アッサマーウンの物理学者。スメネリ理学院の学生時代に複合時空のエネルギー平衡についてのタリスマン図という論文を発表し博士号を得る。後にこの理論を元にアーヴが「平面宇宙航行理論」を完成させる。大地主の跡取り娘であり、趣味としてでも研究を続けることもなく、富裕でパーティ好きの農園主として生涯を終えた。
ラ・エディ・ボイ・ベブナ
ラ・ゲルシスマ星系出身の物理学者。平面宇宙航法開発に携わりたいがために、単身で（後のアブリアル星系に）停泊中の都市船アブリアルまでやってきた。アーヴとは違う発想から平面宇宙航法の確立に貢献したため、その功績に対して当時の船王からエディリュアのアーヴ氏性を賜り、30番目のアーヴ氏族として迎え入れられたが、その時点では老衰が進んでおり、平面宇宙航法確立の翌年に死去。本人は分枝体（クローン）作成も断ったため、エディリュア氏族は一代で断絶した。

## 超外伝の登場人物
※ 作者によるセルフパロディ作品の登場人物であるが、本編に同様の人物が設定されているかどうかは不明である。
委員長
星界の断章『超外伝・秘蹟』に登場。本名は不明。ジントの主計修技館時代の同期生で、女性。「伝統」と称してサブカルチャー文化に登場する「眼鏡っ子」や「学級委員」のキャラクターイメージを無形文化財のように保護・体現する一族の出身。「伝統」のために、他のアーヴにはありえない雀斑や視力を悪くする家徽を持ち、修技館にはわざわざ紙メディアによる図書室まで作られている。そのイメージ通り、アーヴの常識に疎いジントに何かと世話を焼いた。「委員長」はこの一族の者が修技館に在籍する間のみ呼ばれる称号のようなもので、何かの役職に就いているわけではない。
クファディスの姉
星界の断章『暴君』に登場。いわゆる腐女子・同人作家であり、皇族の登場するBL本を作成していて、弟にもそれを手伝わせていた。イリーシュ門沖会戦で戦死。スポール提督は彼女のファンであり、追悼本の発刊を期待していた。